# 라마 (힌두교)
라마(산스크리트어: राम, /ˈrɑːmə/; 산스크리트어: राम, IAST: Rāma, sa)는 힌두교의 주요 신이다. 그는 비슈누의 일곱 번째이자 가장 인기 있는 아바타라 중 한 명으로 숭배된다. 라마 중심 힌두 전통에서 그는 최고 존재로 간주된다. 또한 이상적인 인간(마랴다 푸루쇼타마)으로 간주되는 라마는 힌두 서사시 라마야나의 남자 주인공이다. 그의 탄생은 매년 라마 나바미로 기념되며, 이는 힌두력의 첫 달인 차이트라 (3월~4월)의 밝은 반달(슈클라 파크샤)의 아홉 번째 날에 해당한다.
라마야나에 따르면, 라마는 코살라 왕국의 수도인 아요디아에서 다사라타와 그의 첫 번째 아내 카우살리야 사이에서 태어났다. 그의 형제로는 락슈마나, 바라타, 샤트루그나가 있었다. 그는 시타와 결혼했다. 왕실 가문에서 태어난 라마의 삶은 힌두교 경전에서 예상치 못한 변화, 즉 빈곤하고 어려운 환경으로의 추방, 윤리적 문제와 도덕적 딜레마에 직면하는 삶으로 묘사된다. 라마와 관련된 가장 주목할 만한 이야기는 악마 왕 라바나에 의한 시타의 납치이며, 이어서 라마와 락슈마나의 그녀를 구출하기 위한 여정이다.
라마, 시타 그리고 그들의 동료들의 삶의 이야기는 개인의 의무, 권리 그리고 사회적 책임을 우화적으로 다룬다. 이는 모범적인 인물들을 통해 다르마와 다르마적인 삶을 보여준다.
라마는 특히 비슈누파에게 중요하다. 그는 고대 힌두 서사시 라마야나의 중심 인물로, 남아시아 및 동남아시아 문화권에서 역사적으로 인기가 많았던 텍스트이다. 그의 고대 전설들은 바시야 (주석)와 방대한 2차 문헌을 끌어들였고 공연 예술에 영감을 주었다. 예를 들어, 두 가지 텍스트는 아디아트마 라마야나 – 라마난디 수도원에서 근본적인 것으로 간주되는 영적이고 신학적인 논문, 그리고 라마차리트마나스 – 매년 가을 인도에서 수천 건의 람릴라 축제 공연에 영감을 주는 인기 있는 논문이다.
라마 전설은 자이나교와 불교 경전에서도 발견되지만, 이 경전들에서는 때때로 파우마 또는 파드마라고 불리기도 하며, 그 내용은 힌두교 판본과 상당히 다르다. 자이나교 텍스트에서도 라마를 63 살라카푸루샤 중 8번째 발라바드라로 언급한다. 시크교에서는 라마가 다삼 그란트의 차우비스 아바타르에서 비슈누의 24가지 신성한 아바타라 중 20번째로 언급된다.

## 어원과 명칭
라마는 람, 라만, 라마르, 그리고 라마찬드라(/ˌrɑːməˈtʃəndrə/; IAST: Rāmacandra, 산스크리트어: रामचन्द्र)로도 알려져 있다. 라마는 두 가지 문맥적 의미를 가진 베다 산스크리트어 단어이다. 한 문맥에서는 모니에 모니에-윌리엄스가 언급했듯이 아타르바베다에서 "어두운, 어두운 색의, 검은"을 의미하며 밤을 의미하는 ratri와 관련이 있다. 다른 베다 텍스트에서는 이 단어가 "즐거운, 기쁜, 매력적인, 아름다운, 사랑스러운"을 의미한다. 이 단어는 불교 경전의 팔리어와 같이 다양한 인도 언어와 종교에서 접미사로 사용되기도 하는데, 여기서 -rama는 복합어에 "마음에 즐거운, 사랑스러운"이라는 의미를 더한다.
라마라는 이름은 베다 문헌에 처음 등장하며, 두 가지 부계 이름인 마르가베야와 아우파타스비니와 연관되어 다른 개인을 나타낸다. 라마 자마다그냐라는 세 번째 개인은 힌두 전통에서 리그베다 찬송가 10.110의 저자로 알려져 있다. 라마라는 단어는 고대 문헌에서 세 개인에 대한 존경의 의미로 나타난다.
1. 파라슈-라마, 비슈누의 여섯 번째 아바타라. 리그베다의 유명한 라마 자마다그냐와 관련이 있다.
2. 라마-찬드라, 비슈누의 일곱 번째 아바타라로 고대 라마야나의 유명 인사.
3. 발라-라마, 할라이유다라고도 불리며, 힌두교, 불교, 자이나교 전설에 모두 등장하는 크리슈나의 형이다.

라마라는 이름은 많은 다른 학자들과 신화 속 왕들을 지칭하며 힌두교 경전에서 반복적으로 나타난다. 이 단어는 고대 우파니샤드와 아란야카 베다 문학층뿐만 아니라 음악 및 기타 후기 베다 문학에서도 나타나지만, "매력적인, 아름다운, 사랑스러운" 또는 "어둠, 밤"과 같은 수식하는 맥락에서 사용된다.
라마라는 이름의 비슈누 아바타라는 다른 이름으로도 알려져 있다. 그는 라마찬드라(아름다운, 사랑스러운 달)로 불리거나, 다사라티(다사라타의 아들), 또는 라가바(라구의 후손, 힌두 우주론의 태양 왕조)로 불린다.
라마의 다른 이름으로는 라마비자야(자와어), 프레아 르암(크메르어), 프라 람(라오어 및 태국어), 메가트 세리 라마(말레이어), 라자 반투간(마라나오), 라마르 또는 라만(타밀어), 그리고 라무두(텔루구어)가 있다. 비슈누 사하스라나마에서 라마는 비슈누의 394번째 이름이다. 일부 불이일원론에 영감을 받은 텍스트에서 라마는 브라흐만의 형이상학적 개념을 나타내며, 요기들이 비이원적으로 즐거워하는 영원히 지복한 영적 자아(아트만, 영혼)이다.
라마라는 단어의 어근은 ram-으로, "멈추다, 가만히 서 있다, 쉬다, 기뻐하다, 즐거워하다"를 의미한다.
더글라스 Q. 애덤스에 따르면, 산스크리트어 라마는 토하라어 ram, reme, *romo-와 같이 다른 인도유럽어족 언어에서도 발견되며, 이는 "지지하다, 고정시키다", "증명하다, 명확히 하다"를 의미한다. "어두운, 검은, 그을음"의 의미 또한 다른 인도유럽어족 언어, 예를 들어 *remos 또는 고대 영어 romig에서도 나타난다.

## 전설
이 요약은 라마야나 및 불교와 자이나교의 다른 역사적 신화 포함 텍스트에서 얻은 문학적 세부 사항을 기반으로 한 전통적인 전설적 설명이다. 셸던 폴록에 따르면, 인도 텍스트에서 전해지는 라마의 인물은 발리 및 나무치와 같은 더 고대적인 "인도 신화의 형태소"를 포함한다. 고대 현자 발미키는 그의 라마야나 직유에서 이 형태소들을 3.27, 3.59, 3.73, 5.19, 29.28절에서 사용했다.

### 탄생

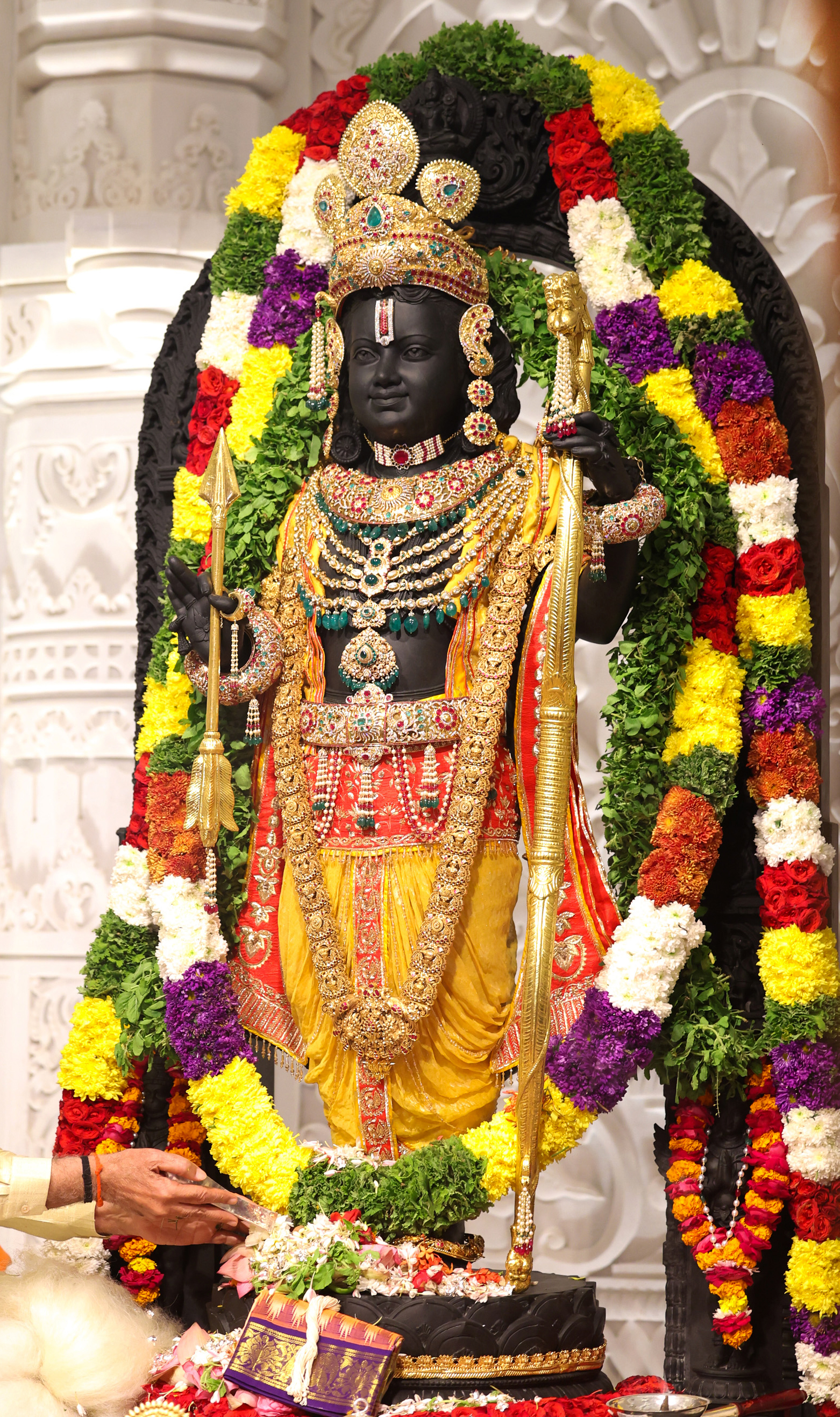
발라크 람, 라마의 5세 모습은 람 만디르의 람 잔마부미의 주신이다.

고대 서사시 라마야나의 발라칸다에 따르면, 라마와 그의 형제들은 사라유강 유역의 도시 아요디아에서 카우살리야와 다샤라타 사이에서 태어났다. 비말라수리의 파우마차리야(문자적으로 파드마의 행위)와 같은 자이나교 판본 라마야나도 라마의 초기 생애에 대한 세부 사항을 언급한다. 자이나교 문헌은 다양하게 연대가 지정되지만, 일반적으로 기원후 500년 이전, 아마도 기원후 첫 5세기 이내로 추정된다. 모리츠 윈터니츠는 발미키 라마야나가 기원후 1세기 후반의 자이나교 파우마차리야 시로 재구성되기 전에 이미 유명했으며, 이는 기원후 2세기 초 또는 그 이전에 쓰여진 아슈바고사(Asvagosa)의 붓다차리타에서 발견되는 유사한 재해석보다 앞선다고 말한다.
다샤라타는 코살라의 왕이었고, 이크슈바쿠의 크샤트리야 태양 왕조의 일부였다. 그의 어머니의 이름 카우샬랴는 그녀가 코살라 출신임을 문자 그대로 암시한다. 코살라 왕국은 불교 및 자이나교 텍스트에도 언급되어 있으며, 고대 인도의 십육대국 중 하나이자 자이나교도와 불교도들에게 중요한 순례 중심지였다. 그러나 현대 아요디아가 라마야나 및 다른 고대 인도 텍스트에 언급된 아요디아 및 코살라와 동일한지에 대한 학문적 논쟁이 있다.
라마의 탄생은 라마야나에 따르면 신(비슈누)이 인간으로 화신한 것이다. 반신들이 브라흐마에게 라바나의 지구 위협(브라흐마의 축복으로 신을 포함한 모든 존재로부터 무적이지만 인간에게는 취약했기 때문)으로부터 해방을 구하기 위해 갔을 때, 비슈누 자신이 나타나 라마(인간)로 화신하여 라바나를 죽일 것이라고 말했다.

### 청년기, 가족, 시타와의 결혼
라마는 라마야나의 발라칸다 섹션에 따르면 세 명의 형제가 있었다. 이들은 락슈마나, 바라타, 그리고 샤트루그나였다. 현존하는 텍스트 필사본은 그들의 교육과 어린 왕자로서의 훈련을 묘사하지만, 이는 간략하다. 라마는 정중하고 자제력이 있으며 덕망 있는 젊은이로 항상 다른 사람들을 돕기 위해 준비되어 있는 것으로 묘사된다. 그의 교육에는 베다, 베당가뿐만 아니라 무술도 포함되었다.
라마가 성장한 시절은 툴시다스의 라마발리와 같은 후기 힌두 경전에서 훨씬 더 자세히 묘사된다. 그 틀은 크리슈나의 경우와 유사하지만, 툴시다스의 시에서 라마는 크리슈나의 장난기 많은 외향적인 성격보다 더 온화하고 내성적인 성격이다.

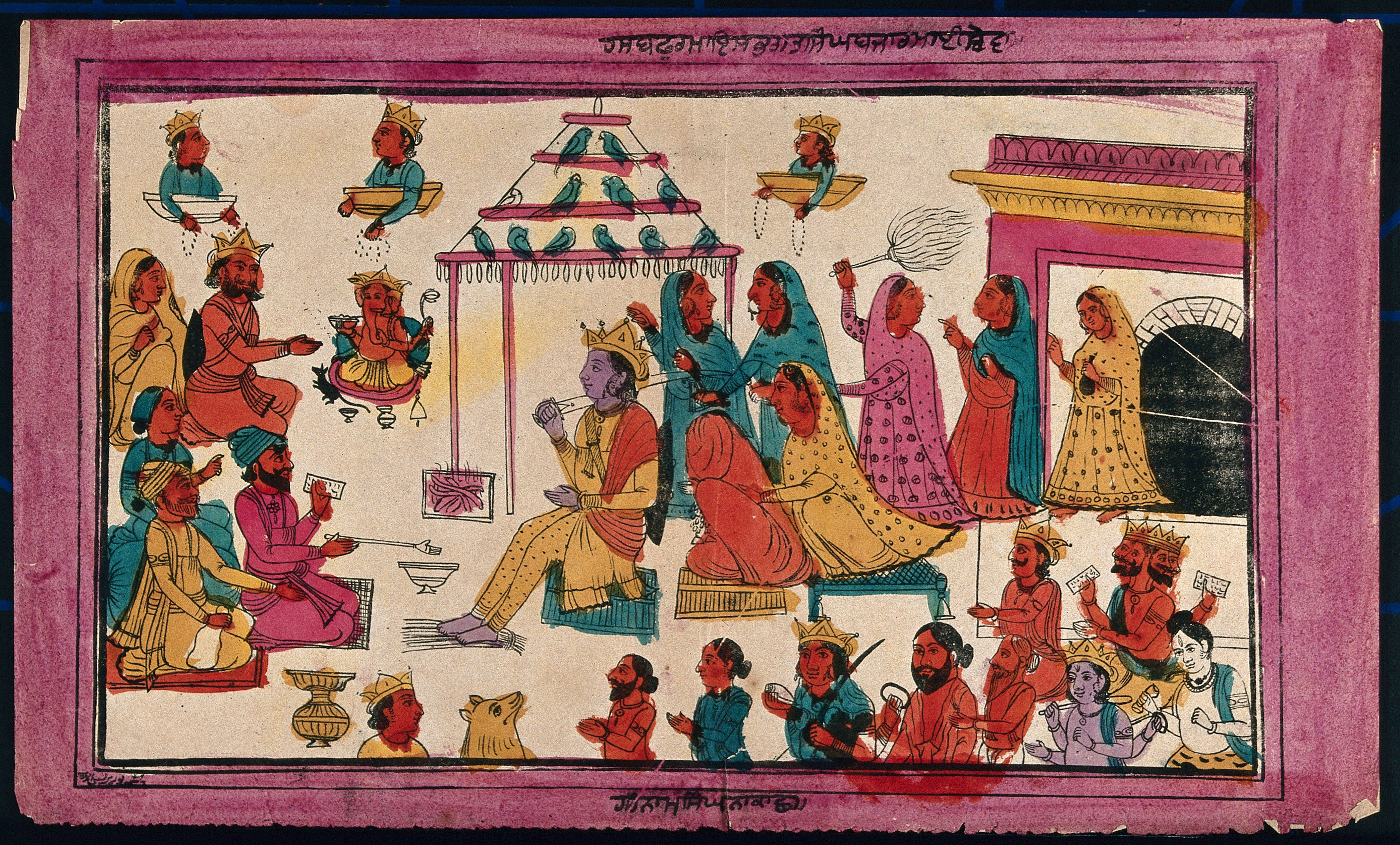
라마와 시타의 결혼식.

미틸라 왕국에서 자나카는 자신의 수도에서 스바얌바라 의식을 주관하며, 그녀는 오직 시바 신의 활 중 하나인 아자가바(ajagava)를 시위를 당길 힘을 가진 왕자와만 결혼할 것이라는 조건을 내걸었다. 많은 왕자들이 활을 시위를 당기는 데 실패했다. 이 시기에 비슈바미트라는 라마와 그의 형제 락슈마나를 야즈나 (의식 제물)의 보호를 위해 숲으로 데려왔다. 스바얌바라에 대해 들은 비슈바미트라는 라마에게 자나카의 동의를 얻어 의식에 참여할 것을 요청했고, 자나카는 라마가 필요한 과업을 완수할 수 있다면 시타의 손을 결혼을 위해 제안하는 데 동의했다. 활이 그에게로 가져오자, 라마는 무기의 중앙을 잡고 시위를 팽팽하게 당겨 두 조각으로 부러뜨렸다. 그의 능력을 목격한 자나카는 자신의 딸을 라마에게 결혼시키기로 동의하고 다샤라타를 자신의 수도로 초대했다. 아요디아로 돌아오는 길에 또 다른 비슈누의 아바타라 파라슈라마는 라마에게 비슈누의 활인 샤랑가를 시위를 당길 수 있다면 결투를 신청했다. 라마가 성공하자 파라슈라마는 그를 비슈누의 한 형태로 인정하고 마헨드라 산에서 참회를 행하기 위해 떠났다. 결혼 행렬은 아요디아에 도착하여 큰 환영을 받으며 도시로 들어섰다. 그 후 라마는 12년 동안 시타와 행복하게 살았다.
그동안 라마와 그의 형제들이 멀리 떨어져 있는 동안, 바라타의 어머니이자 다샤라타 왕의 세 번째 아내인 카이케이이는 왕에게 오래전부터 자신의 한 가지 요구에 응하겠다고 약속했음을 상기시켰다. 다샤라타는 기억하고 그렇게 하겠다고 동의한다. 그녀는 라마가 단다카 숲으로 14년 동안 추방되기를 요구한다. 다샤라타는 그녀의 요청에 슬퍼한다. 그녀의 아들 바라타와 다른 가족들은 그녀의 요구에 화가 난다. 라마는 그의 아버지가 그의 약속을 지켜야 한다고 말하며, 지상의 또는 천상의 물질적 쾌락을 갈망하지 않고, 권력이나 다른 어떤 것도 추구하지 않는다고 덧붙인다. 그는 자신의 결정을 아내에게 알리고 모든 사람에게 시간이 빨리 지나간다고 말한다. 시타는 그와 함께 숲에서 살기 위해 떠나고, 락슈마나는 보살피는 친한 형제로 그들의 유배 생활에 합류한다.

### 추방과 전쟁

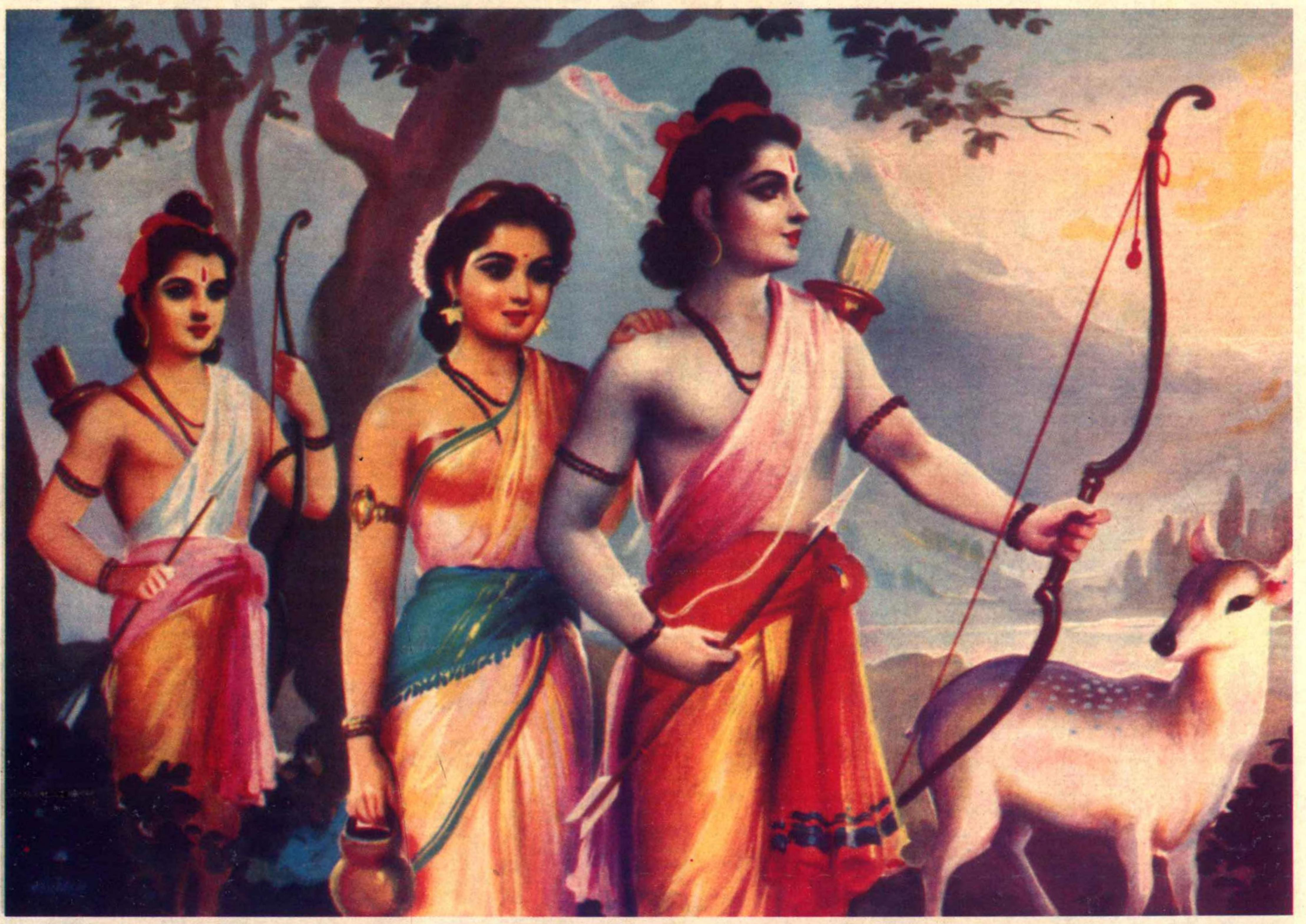
라마는 그의 동생 락슈마나와 아내 시타와 함께 숲으로 추방되었다.

라마는 코살라 왕국을 벗어나 야무나강을 건너 처음에는 만다키니강 기슭의 치트라쿠타에 있는 현자 바시슈타의 은신처에 머문다. 추방 기간 동안 라마는 그를 너무나 사랑하여 라마가 먹을 것을 요구했을 때 그에게 베리 열매를 제공한 그의 신자 중 한 명인 샤바리를 만난다. 그러나 그녀가 줄 때마다 그녀는 항상 그것이 달콤하고 맛있음을 확인하기 위해 먼저 맛보았다. 라마 또한 그녀의 헌신을 이해하고 그녀가 준 반쯤 먹은 모든 베리 열매를 먹었다. 이것이 그가 그의 백성들에게 가졌던 사랑과 연민의 상호 작용이었다. 이 곳은 힌두교 전통에서 치트라쿠트와 동일하다고 믿어지는데, 이는 우타르프라데시주와 마디아프라데시주 경계에 위치한다. 이 지역에는 수많은 라마 사원이 있으며 중요한 비슈누 순례지이다. 텍스트는 아트리와 같은 베다 리시 (현자)의 인근 은신처를 묘사하며, 라마가 숲을 헤매고 겸손하고 단순한 삶을 살았으며, 악마들에 의해 괴롭힘을 당하고 박해받는 숲의 금욕주의자들에게 보호와 안도감을 제공했다고 말한다.
십 년간의 방랑과 고난 끝에 라마는 고다바리강 강변의 판차바티에 도착한다. 이 지역에는 수많은 악마(라크샤사)가 있었다. 어느 날 슈르파나카라는 악마 여인이 라마를 보고 그에게 반하여 유혹하려 했다. 라마는 그녀를 거부했다. 슈르파나카는 시타를 위협함으로써 보복했다. 그의 가족을 보호하는 어린 동생 락슈마나는 슈르파나카의 코와 귀를 자름으로써 보복했다. 폭력의 순환은 에스컬레이션되어 궁극적으로 슈르파나카의 오빠인 악마 왕 라바나에게까지 미쳤다. 라바나는 가족을 위한 복수를 위해 판차바티로 와서 시타를 보고 매료되어 그의 삼촌 마리차에게 자신을 멋진 사슴으로 변장시켜 시타를 유인하도록 요청하고, 그녀를 그의 랑카 왕국 (현대의 스리랑카로 추정됨)으로 납치한다.

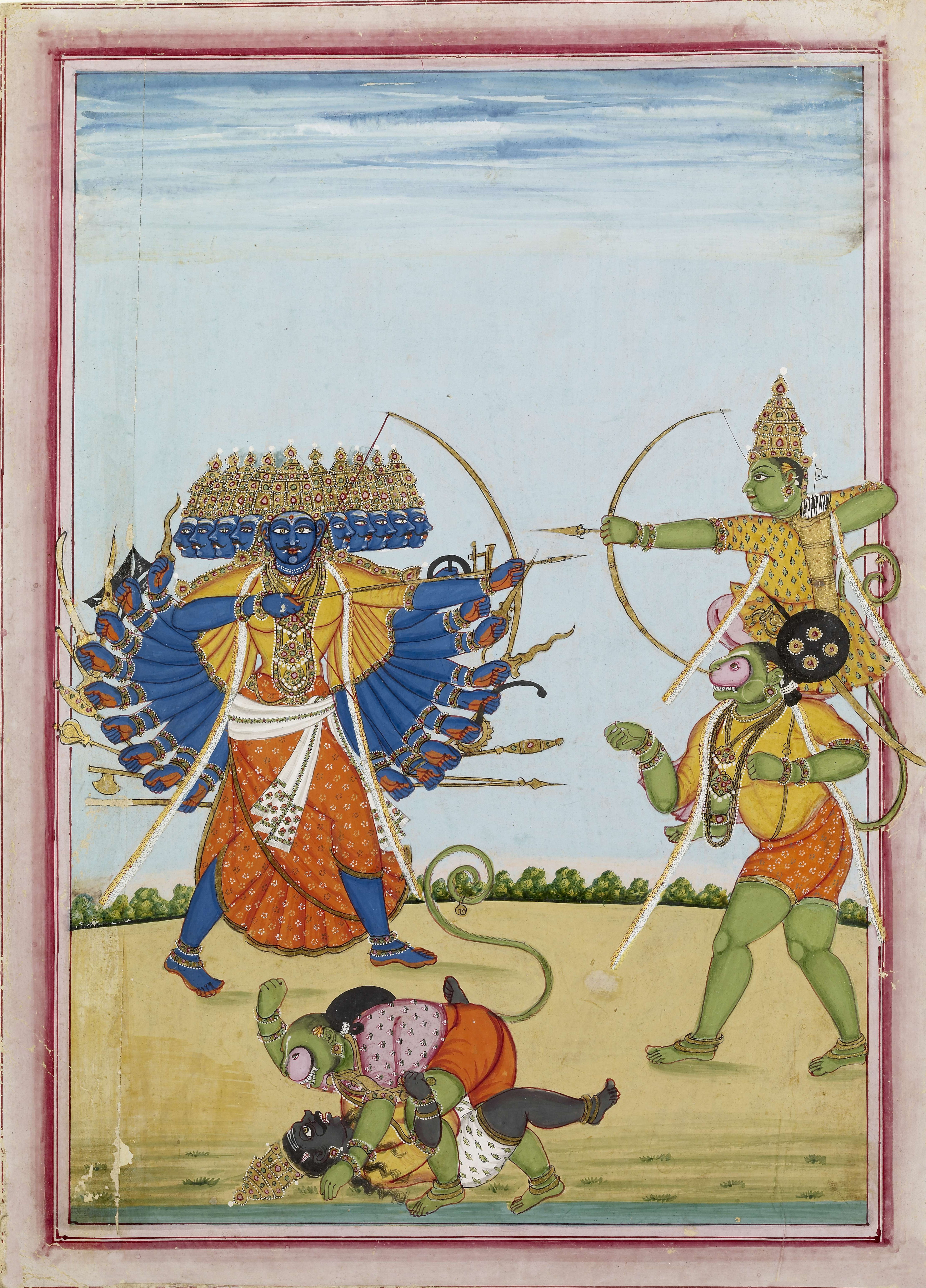
라마가 하누만 (오른쪽)의 등에 앉아 라바나와 싸우는 모습, c. 1820

라마와 락슈마나는 납치를 알아차리고, 시타의 안전을 걱정하며, 상실감과 라바나를 상대할 자원의 부족으로 절망한다. 그들의 고난은 이제 새로운 정점에 도달한다. 그들은 남쪽으로 여행하여 수가리바를 만나 원숭이 군대를 조직하고, 수가리바의 장관이었던 하누만과 같은 헌신적인 지휘관들을 끌어들인다. 그 동안 라바나는 시타를 자신의 아내, 왕비 또는 여신으로 삼으려 괴롭힌다. 시타는 그를 거부한다. 라바나는 격분하고 결국 랑카에 도착하여 많은 우여곡절 끝에 전쟁을 벌이지만, 결국 라마가 승리하여 라바나와 악의 세력을 죽이고 아내 시타를 구출한다. 그들은 아요디아로 돌아온다.

### 전후 생활
라마의 아요디아 귀환은 그의 대관식으로 축하되었다. 이는 라마 파타비셰카라고 불리며, 그의 통치 자체는 공정하고 정당한 통치로 묘사되는 라마 라지야라고 불린다. 많은 사람들은 라마가 돌아왔을 때 사람들이 디야 (등불)로 행복을 축하했으며, 디왈리 축제가 라마의 귀환과 관련이 있다고 믿는다.
라마가 왕위에 오르자, 시타가 라바나와 함께 있을 때 자발적으로 갔을 수 있다는 소문이 퍼졌다. 시타는 자신의 납치가 강제적이었다고 항의한다. 라마는 대중의 소문에 대응하여 아내를 버리고 아그니 (불) 앞에서 순결을 증명하라고 요구한다. 그녀는 그렇게 하고 시험을 통과한다. 라마야나와 다른 주요 텍스트에 따르면 라마와 시타는 아요디아에서 행복하게 함께 살며, 쿠샤와 라바라는 쌍둥이 아들을 낳는다. 그러나 일부 개정판에서는 이야기가 다르고 비극적이며, 시타는 남편이 자신을 믿지 않아 슬픔으로 죽고, 시타를 도덕적인 영웅으로 만들고 독자들에게 라마에 대한 도덕적인 질문을 남긴다. 이러한 개정판에서 시타의 죽음은 라마가 익사하도록 이끈다. 죽음을 통해 그는 사후세계에서 그녀와 합류한다. 라마가 익사하여 죽고 나서 비슈누의 여섯 팔 화신으로 하늘에 나타나는 묘사는 티리 라마(Thiri Rama)라고 불리는 버마어 라마 이야기 판본에서 발견된다.

### 변종

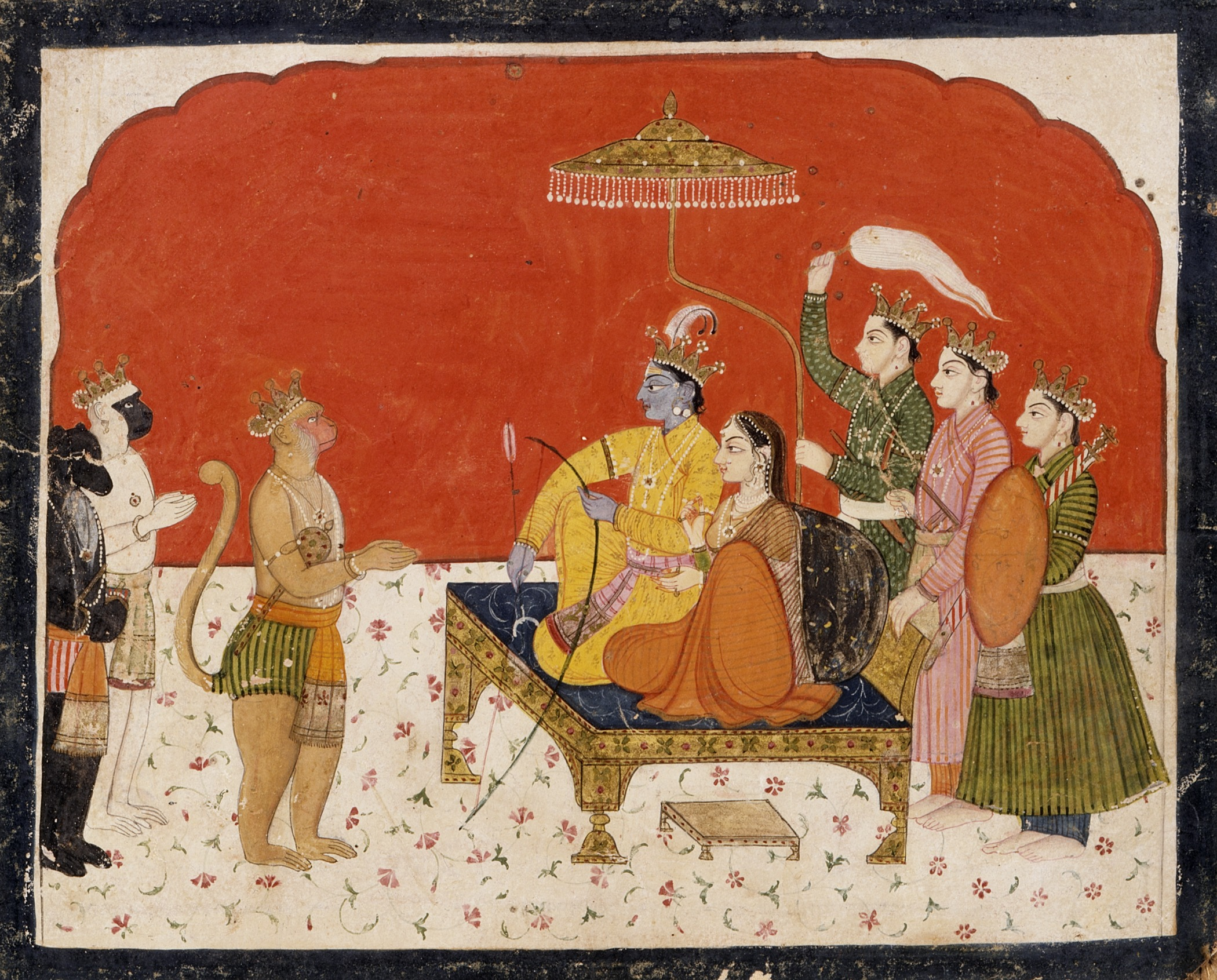
라마 다르바르 (라마의 법정), 참바 그림, 1775–1800년. 왕좌에 앉은 라마와 시타, 그 뒤의 라마의 형제들. 수가리바와 잠바반과 함께 있는 하누만은 경의를 표한다.

라마의 전설은 지역과 원고에 따라 상당히 다르다. 선악 간의 싸움과 관련된 공통된 기반, 줄거리, 문법 및 본질적인 가치 핵심이 있지만, 올바른 버전도 없고 단일하게 검증 가능한 고대 버전도 없다. 폴라 리치만에 따르면, "인도, 동남아시아 및 그 너머에 라마 이야기가 수백 가지 버전으로 존재한다." 리치만과 라마누잔과 같은 학자들에 따르면, 이 버전들은 지역의 관심사와 역사를 반영하여 다양하며, "진정한" 버전과의 "차이점 또는 다른 이야기"라고 부를 수 없으며, 오히려 라마 이야기의 모든 버전은 각 지역 문화 전통에서 실제적이고 진실하다.
이야기는 세부적으로 다르며, 특히 도덕적 질문이 명확하지만 적절한 윤리적 대응이 불분명하거나 논쟁의 여지가 있는 부분에서 그렇다. 예를 들어, 슈르파나카 악마가 여인으로 변장하여 라마를 유혹하고, 라마가 거부하자 라마의 아내 시타를 스토킹하고 괴롭힐 때, 락슈마나는 적절한 윤리적 대응에 대한 질문에 직면한다. 리치만에 따르면 인도 전통에서는 "전사는 여성을 해치지 않아야 한다"는 사회적 가치가 있다. 라마와 락슈마나의 대응과 그 정당화에 대한 세부 사항은 수많은 버전이 존재한다. 마찬가지로, 라마가 아요디아로 승리하여 돌아왔을 때 시타에 대한 소문에 어떻게 대처하는지에 대한 수많은 매우 다른 버전이 존재한다. 소문은 객관적으로 조사할 수도 없고 즉시 무시할 수도 없기 때문이다. 마찬가지로 라마, 시타, 락슈마나가 어떻게 죽는지와 같은 다른 특정 상황과 결말에 대해서도 버전이 다르다.
이러한 변형과 불일치는 힌두교 전통에서 발견되는 텍스트에만 국한되지 않는다. 자이나교 전통의 라마 이야기도 저자와 지역에 따라, 세부 사항, 함축된 윤리적 규범, 심지어 이름에서도 다양성을 보인다. 오래된 버전에서는 라마 대신 파드마라는 이름을 사용했지만, 후기 자이나교 텍스트에서는 라마라는 이름만을 사용한다.

## 연대와 역사성

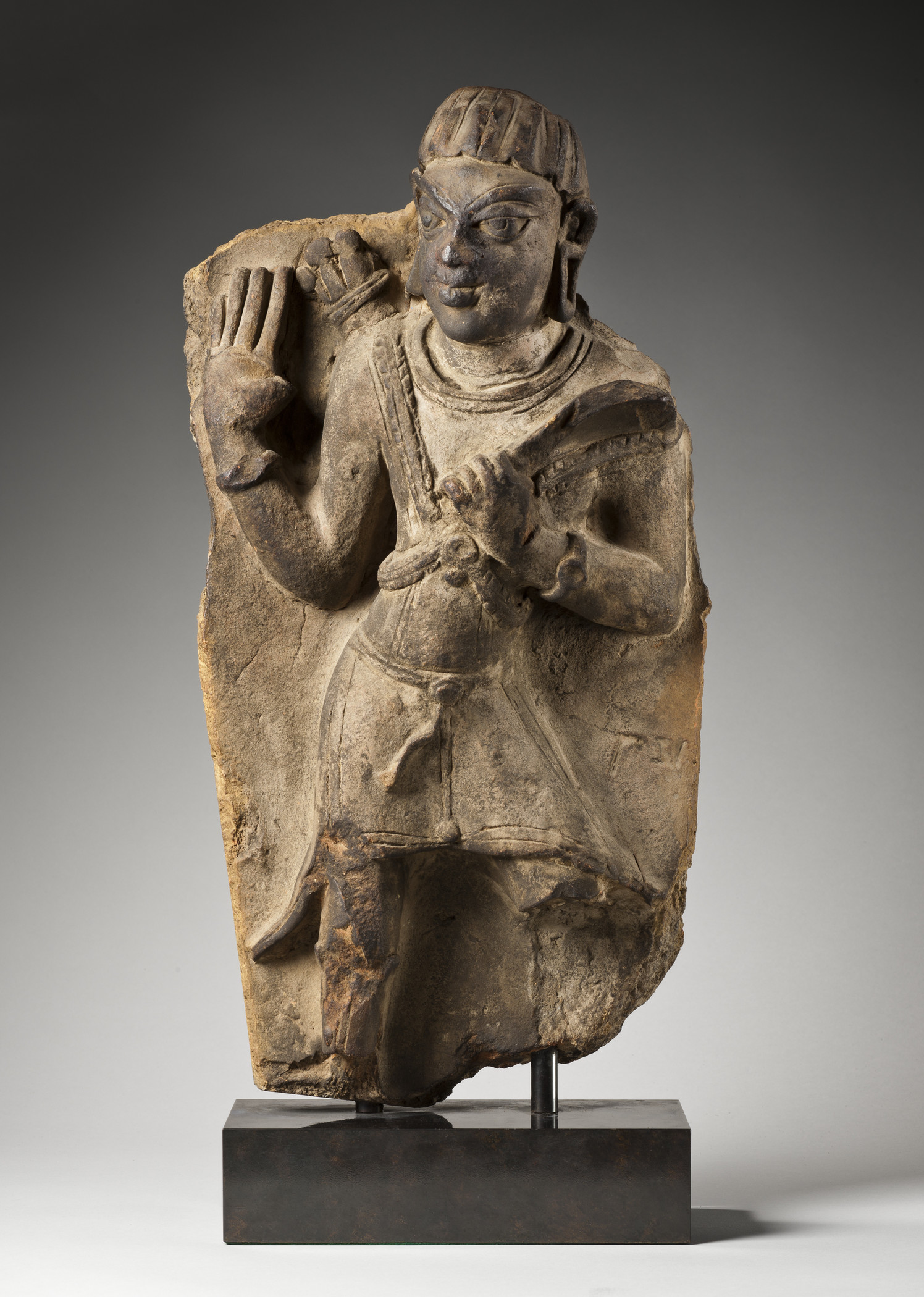
기원후 4세기 라마를 묘사한 테라코타 조각

일부 힌두교 문헌에서는 라마가 저자들이 기원전 5000년 이전에 존재했다고 추정하는 트레타 유가에 살았다고 명시되어 있다. 고대 인도 역사 및 원시 인도 역사 전문가인 고고학자 H. D. 산칼리아는 그러한 추정을 "순수한 추측"으로 본다. 몇몇 다른 연구자들은 라마가 보다 그럴듯하게 기원전 1250년경에 살았다고 주장하는데, 이는 쿠루족과 브리슈니족 지도자들의 통치 기간 목록을 기반으로 하며, 이들에게 더 현실적인 통치 기간을 부여하면 라마와 동시대인 바라트와 사트와타가 그 시기에 위치하게 된다. 산칼리아는 라마야나의 다양한 사건들이 기원전 1500년경에 일어났다고 본다.
라마의 서사시인 라마야나의 현재 형태는 일반적으로 기원전 8세기에서 4세기 사이에 작성된 것으로 추정된다. 라마야나에 대한 저서로 유명한 옥스포드의 산스크리트어 교수 존 브록킹턴에 따르면, 원본 텍스트는 더 고대에 구두로 작성되고 전파되었을 가능성이 있으며, 현대 학자들은 기원전 1천년기의 다양한 세기를 제안했다. 브록킹턴의 견해로는 "언어, 문체, 내용에 근거할 때, 대략 기원전 5세기가 가장 합리적인 추정치"이다.
사학자들은 종종 라마의 서사가 종교적 신념뿐만 아니라 사회적 이상과 도덕적 원칙도 반영한다는 점을 강조한다. 그들은 라마가 고대 인도 사회에서 가치 있게 여겨지는 미덕과 자질을 구현하는 복합적인 인물일 가능성을 탐구한다. 이러한 관점은 라마야나가 종교 경전이자 문화적 유물로서 어떻게 라마와 같은 전설들이 수세기 동안 인도의 집단 의식과 윤리적 틀을 형성해왔는지를 보여준다. 아리엘 글럭리치는 이에 대해 다음과 같이 인용했다: "[...] 라마는 역사적 서사뿐만 아니라 도덕적, 영적 가르침으로서 문화적 정체성과 종교적 신념을 심오한 방식으로 형성한다."

## 도상학과 특징

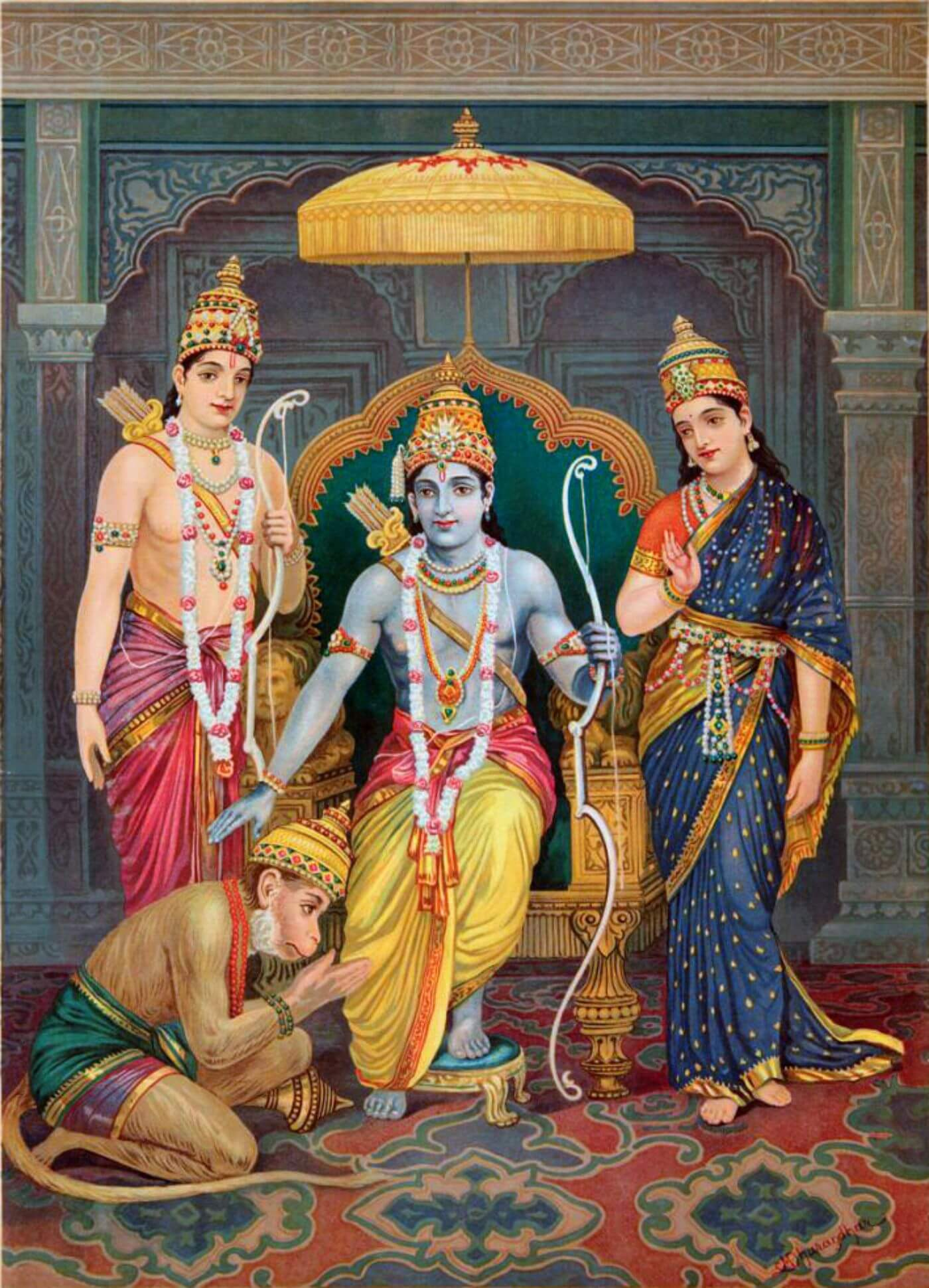
스리 라구나단 - 락슈마나(왼쪽), 시타(왼쪽)와 하누만(왼쪽 아래)과 함께 있는 라마, M V 두란다르(1867-1944).

라마의 도상학은 비슈누의 아바타라 요소들을 공유하지만, 몇 가지 독특한 요소들을 가지고 있다. 그는 두 손을 가지고 있으며, 오른손에는 바나(화살)를, 왼손에는 다누스(활)를 들고 있다. 그에게 가장 권장되는 아이콘은 그가 트리방가 자세(세 번 구부러진 "S" 모양)로 서 있는 모습으로 보여져야 한다는 것이다. 그는 검은색, 파란색 또는 어두운 색이며, 일반적으로 붉은색 옷을 입고 있다. 라마는 종종 왼쪽에 그의 형제 락슈마나와 오른쪽에 그의 배우자 시타와 함께 그려지며, 둘 다 황금빛 노란색 피부색을 가지고 있다. 그의 원숭이 동반자 하누만은 옆에서 팔짱을 끼고 서 있다. 이 그룹에는 라마의 형제인 바라타와 샤트루그나도 함께 있을 수 있다.
라마야나는 라마를 매력적이고 잘생긴, 어두운 피부색(varṇam śyāmam)과 긴 팔(ājānabāhu, 즉 가운뎃손가락이 무릎을 넘어선 사람)을 가진 인물로 묘사한다. 서사시의 순다라 칸다 섹션에서, 하누만은 랑카에 잡혀 있는 시타에게 자신이 라마의 메신저임을 증명하기 위해 라마를 묘사한다. 그는 이렇게 말한다:
그는 넓은 어깨, 강력한 팔, 소라 모양의 목, 매력적인 얼굴, 그리고 구릿빛 눈을 가졌다.
그의 쇄골은 숨겨져 있으며, 사람들은 그를 라마라고 부른다.
그는 솥 북 소리처럼 깊고 윤기 있는 피부를 가졌으며,
영광으로 가득 차 있고, 사각지고, 균형 잡힌 사지를 가지고 있으며, 검은 갈색 피부색을 띠고 있다.

## 철학과 상징성

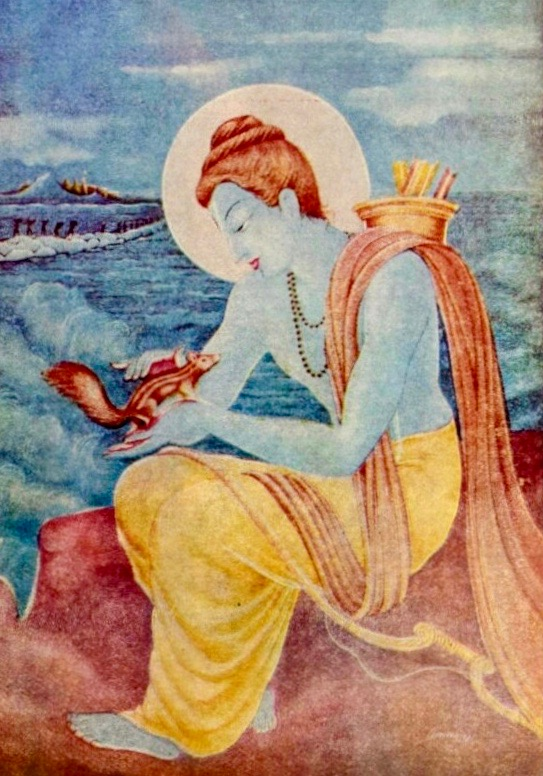
라마는 힌두교 예술과 경전에서 모든 생명체를 보살피는 자비로운 인물로 묘사된다.

라마의 삶의 이야기는 상징으로 가득 차 있다. 셸던 폴록에 따르면, 인도 경전에서 전해지는 라마의 삶은 세상과 삶의 본질을 표현하고 개념화하며 이해하는 틀을 제공하는 걸작이다. 전 세계의 주요 서사시와 종교 이야기처럼, 이는 "문화가 무엇인지 말해주는" 역할을 하기 때문에 매우 중요하다. 라마의 삶은 불멸의 강력한 신이나 영웅과 필멸의 고통받는 인간 사이에 명확한 구분이 있는 서구의 선악 싸움 틀보다 더 복잡하다. 인도 전통, 특히 라마의 이야기는 신성한 인간, 필멸의 신에 대한 이야기로, 인간과 신 모두를 초월하는 모범을 보여준다.
악에 대한 대응
훌륭한 존재는 악에 악으로 갚지 않는다,

이것이 지켜야 할 격언이다;

덕 있는 사람의 장식은 그들의 행위이다.

(...)

고결한 영혼은 언제나 연민을 베풀 것이다

심지어 다른 이들을 해치는 것을 즐기는 자들에게도.
라마는 한 개인으로서 이상적인 인간(푸루쇼타마)의 특성을 구현한다. 그는 개인이 열망하고자 하는 모든 바람직한 미덕을 가지고 있었으며, 그의 모든 도덕적 의무를 이행한다. 라마는 마랴다 푸루쇼타마 또는 다르마를 가장 잘 지키는 자로 간주된다.
로더릭 힌더리에 따르면, 2권, 6권, 7권은 윤리적 연구에 주목할 만하다. 라마의 견해는 "이성과 감정"을 결합하여 "생각하는 마음" 접근법을 만든다. 둘째, 그는 말과 행동을 통해 "자아 의식과 행동"의 결합을 강조하여 "성격 윤리"를 만든다. 셋째, 라마의 삶은 윤리와 삶의 미학을 결합한다. 라마와 그의 주변 사람들의 이야기는 "악에 악으로 대응하는 것이 적절한가?"와 같은 질문을 던지고, 업과 다르마와 같은 인도 신념의 틀 안에서 다양한 관점을 제공한다.
라마의 삶과 언급은 삶을 온전히 추구하고 살아야 하며, 세 가지 삶의 목표 모두가 똑같이 중요하다고 강조한다. 즉, 미덕(다르마), 욕망(카마), 합법적인 부의 취득(아르타)이다. 라마는 또한 라마야나의 4.38절에서와 같이, 자신의 적절한 의무, 적절한 책임, 진정한 이익, 합법적인 즐거움을 성찰하고 결코 소홀히 하지 말아야 한다고 덧붙인다.

## 문학적 자료

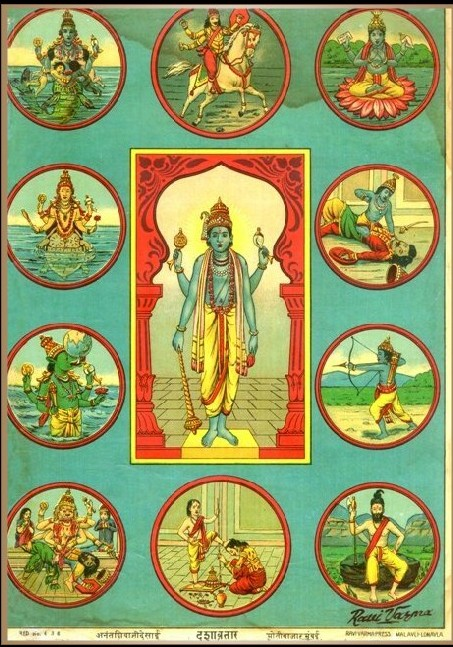
라마 (오른쪽 위에서 세 번째)가 다샤바타라 (비슈누의 열 가지 화신)에 묘사되어 있다. 라자 라비 바르마의 그림.

### 라마야나

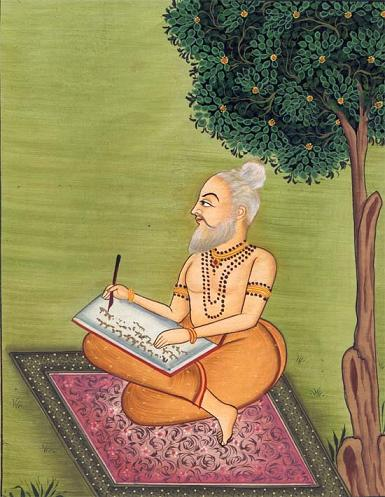
발미키가 라마야나를 쓰고 있다.

라마의 삶에 대한 주요 자료는 리시 발미키가 지은 산스크리트어 서사시 라마야나이다. 이 서사시는 인도의 여러 지역에 걸쳐 다양한 판본이 존재했다. 마드바차리야의 추종자들은 더 오래된 라마야나 판본인 물라-라마야나가 이전에 존재했다고 믿는다. 마드바 전통에서는 이를 발미키 판본보다 더 권위 있는 것으로 간주한다.
대부분의 주요 인도 언어에는 라마야나 판본이 존재한다. 라마의 삶, 행위, 신성한 철학을 상세히 설명하는 예로는 서사시 라마바타람과 다음과 같은 라마 이야기의 토착어 판본이 있다.
- 라마바타람 또는 캄바-라마야남 타밀어로 시인 캄바르가 지음. (12세기)
- 사프타칸다 라마야나 아삼어로 시인 마드하바 칸달리가 지음. (14세기)
- 크리티바시 라마야나 벵골어로 시인 크리티바스 오자가 지음. (15세기)
- 라마차리트마나스 아와디어로 산트 툴시다스가 지음. (16세기)
- 칸나다어로 쿰바라 발미키와 쿠벰푸의 파마 라마야나, 토라베 라마야나, 그리고 스리 라마야나 다르샤남
- 바바르타 라마야나 마라티어로 산트 에크나트가 지음. (16세기)
- 랑가나타 라마야남( 1300c.) 랑가나타 작, 비스와나타 사티아나라야나의 라마야나 칼파브룩샴 텔루구어[97]
- 빌란카 라마야나 오리야어
- 아디아트마 라마야남 킬리파투 말라얄람어로 에쥬타찬이 지음 (이 텍스트는 불이일원론에 영감을 받은 아디아트마 라마야나와 더 가깝다).[98] (16세기)

이 서사시는 인도 전역의 다양한 언어와 문화 전통에서 발견된다.

### 타밀 문학에서
초기 타밀 문학에는 라마바타람 (캄바 라마야남) 이전에도 라마야나에 대한 여러 언급이 있는데, 이는 이 텍스트의 이야기가 12세기 이전에도 타밀 지역에서 잘 알려져 있었음을 시사한다. 타밀 상감 텍스트인 아카나누루, 푸라나누루, 그리고 칼리토카이는 라마야나의 장면과 라마, 시타, 십면 악마(라바나), 원숭이와 같은 인물들을 언급한다. 타밀 서사시 실라파티카람도 라마를 비슈누의 아바타라로 언급하며, 그는 세 세계를 측정하고 랑카 도시를 파괴했다.

### 아디아트마 라마야나
아디아트마 라마야나는 라마야나 이야기의 영성을 칭송하는 후기 중세 산스크리트어 텍스트이다. 이는 브라흐만다 푸라나의 후반부에 삽입되어 있으며, 그 중 약 3분의 1을 차지한다. 이 텍스트는 65개 장과 4,500개 구절에 걸쳐 바크티 신 라마와 샤크티파를 불이일원론과 철학적으로 조화시키려 시도한다.
이 텍스트는 라마를 브라흐만 (형이상학적 실재)으로 표현하며, 라마의 모든 속성과 측면을 추상적인 미덕과 영적인 이상에 연결한다. 아디아트마 라마야나는 라마야나를 자기 영혼 탐구의 상징으로 변형시키며, 불이일원론 용어로 묘사된 은유를 사용한다. 이 텍스트는 툴시다스의 인기 있는 라마차리트마나스에 영향을 주었고, 네팔의 가장 인기 있는 라마야나 판본인 바누박타 아차리야에게도 영감을 주었다. 이것은 툰차트 에쥬타찬에 의해 말라얄람어로 번역되었으며, 이는 말라얄람어 문학 자체의 기반을 마련했다.

### 라마차리트마나스

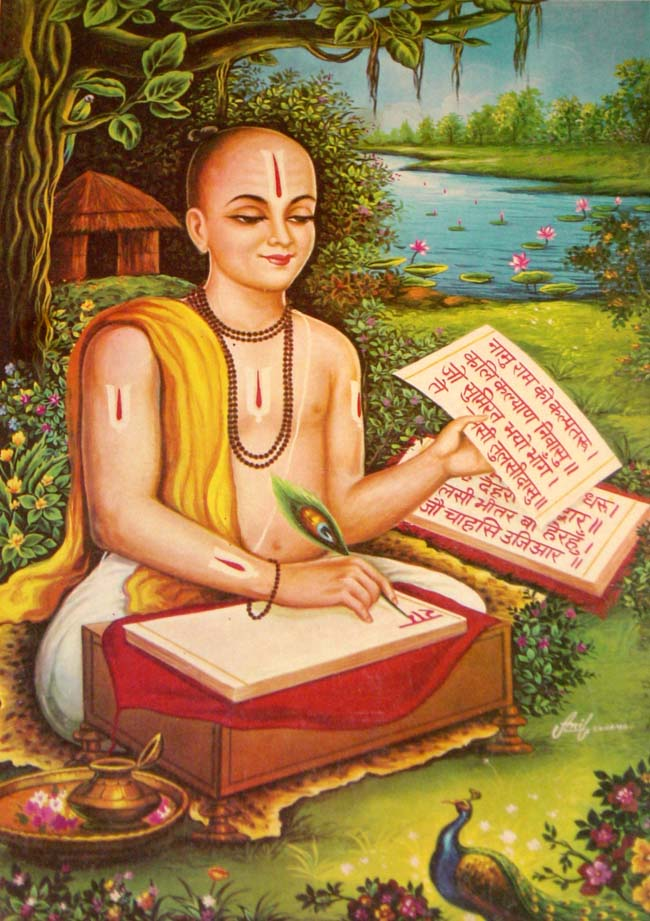
툴시다스는 자신의 작품 여러 곳에서 하누만과 라마를 직접 만났음을 암시한다. 하누만과 라마를 만난 상세한 기록은 프리야다스의 박티라소보디니에 나와 있다.

라마야나는 산스크리트어 텍스트인 반면, 라마차리타마나사는 라마야나를 아와디어로 재구성한 것으로, 북인도의 여러 힌디어 언어 사용자들이 일반적으로 이해한다. 라마차리타마나사는 16세기에 툴시다스가 지었다. 이 인기 있는 텍스트는 바크티 운동의 틀 안에서 서사시를 종합하여, 원래의 전설과 사상이 개인 신에 대한 영적 바크티 (헌신적인 사랑)의 표현으로 변모한다는 점에서 주목할 만하다.
툴시다스는 아디아트마 라마야나에 영감을 받았는데, 여기서 라마와 발미키 라마야나의 다른 인물들은 그들의 속성(사구나 서사)과 함께 영적인 용어로 전이되었고, 속성이 없는(니르구나 현실) 아트만 (영혼, 자아, 브라흐만)의 추상적인 묘사가 되었다. 카푸어에 따르면, 라마차리타마나사의 라마의 삶 이야기는 신화, 철학, 종교적 신념을 삶의 이야기, 윤리 강령, 보편적 인간 가치에 대한 논문으로 결합한다. 그것은 대화를 통해 인간의 딜레마, 이상적인 행동 기준, 사랑하는 사람들에 대한 의무, 상호 책임을 논한다. 그것은 청중이 자신의 삶을 영적인 차원에서 바라보도록 영감을 주며, 덕 있는 사람들에게 계속 나아가도록 격려하고, 억압받는 사람들을 치유의 연고로 위로한다.
라마차리타마나스는 매년 가을, 일주일간의 공연 예술 축제인 람릴라 기간 동안 일반적으로 공연되는 라마 기반 연극이라는 점에서 주목할 만하다. "라마차리타마나스에 기반한 라마야나 무대 공연"은 2008년에 유네스코에 의해 인류 무형문화유산 중 하나로 등재되었다.

### 요가 바시슈타
인간의 노력은 자기 개선에 사용될 수 있으며, 신들이 부과하는 외부적인 운명이라는 것은 존재하지 않는다.
요가 바시슈타는 어린 라마 왕자와 현자 바시슈타 사이의 대화로 구성된 산스크리트어 텍스트로, 바시슈타는 샹카라에 의해 힌두 철학의 베단타 학파의 첫 번째 현자로 불렸다. 전체 텍스트는 29,000개 이상의 구절을 포함한다. 짧은 버전의 텍스트는 라구 요가바시슈타라고 불리며 6,000개의 구절을 포함한다. 완성된 정확한 세기는 알 수 없지만, 기원후 6세기에서 14세기 사이로 추정되며, 1천년기 CE에 텍스트의 한 버전이 존재했을 가능성이 높다.
요가 바시슈타 텍스트는 6권으로 구성되어 있다. 첫 번째 책은 라마 왕자가 삶의 본질, 인간의 고통, 세상에 대한 경멸에 좌절하는 모습을 보여준다. 두 번째 책은 라마의 모습을 통해 해방에 대한 욕구와 그러한 해방을 추구하는 사람들의 본질을 묘사한다. 세 번째와 네 번째 책은 해방이 영적인 삶을 통해 오며, 이는 자기 노력을 필요로 한다고 주장하고, 이야기에 담긴 우주론과 형이상학적 존재론을 제시한다. 이 두 권은 자유 의지와 인간의 창조력을 강조하는 것으로 유명하다. 다섯 번째 책은 명상과 그것이 개인을 해방시키는 힘에 대해 논하며, 마지막 책은 깨달음을 얻고 지복한 라마의 상태를 묘사한다.
요가 바시슈타는 베단타 학파 철학의 가장 중요한 텍스트 중 하나로 간주된다. 데이비드 고든 화이트에 따르면, 이 텍스트는 중세 불이일원론 학자들에게 요가에 대한 참고 자료로 사용되었다. 화이트에 따르면, 요가 바시슈타는 12세기 이전에 인도 요가 문화를 지배했던 인기 있는 요가 텍스트 중 하나였다.

### 우파니샤드
라마는 14개의 비슈누파 우파니샤드 중 3개( – 라마 라하샤 우파니샤드, 라마 타파니야 우파니샤드, 타라사라 우파니샤드)의 중심 인물이다.
라마 라하샤 우파니샤드는 주로 하누만이 암송하는 것으로, 하누만은 라마가 궁극적으로 변치 않는 현실인 브라흐만과 동일하며, 주요 힌두교 신들과 동일하고, 사치타난다와 해탈의 수단이라고 말한다. 이 텍스트에는 라마에 기반한 비자 만트라를 제안하는 탄트라 섹션도 포함되어 있다. 라마 타파니야 우파니샤드는 라마 만트라 라마 라마야 나마하에 중점을 둔다. 이는 그를 아트만 (영혼, 자아)과 브라흐만 (궁극적 실재)과 동일시한다. 타라사라 우파니샤드는 라마를 파라마아트만, 나라야나, 그리고 최고 푸루샤(우주적 인간)로 묘사하며, 고대의 푸루쇼타마, 영원하며 해방된 자, 진실하며 최고의 축복을 가진 유일한 존재라고 말한다.

### 기타 주요 텍스트

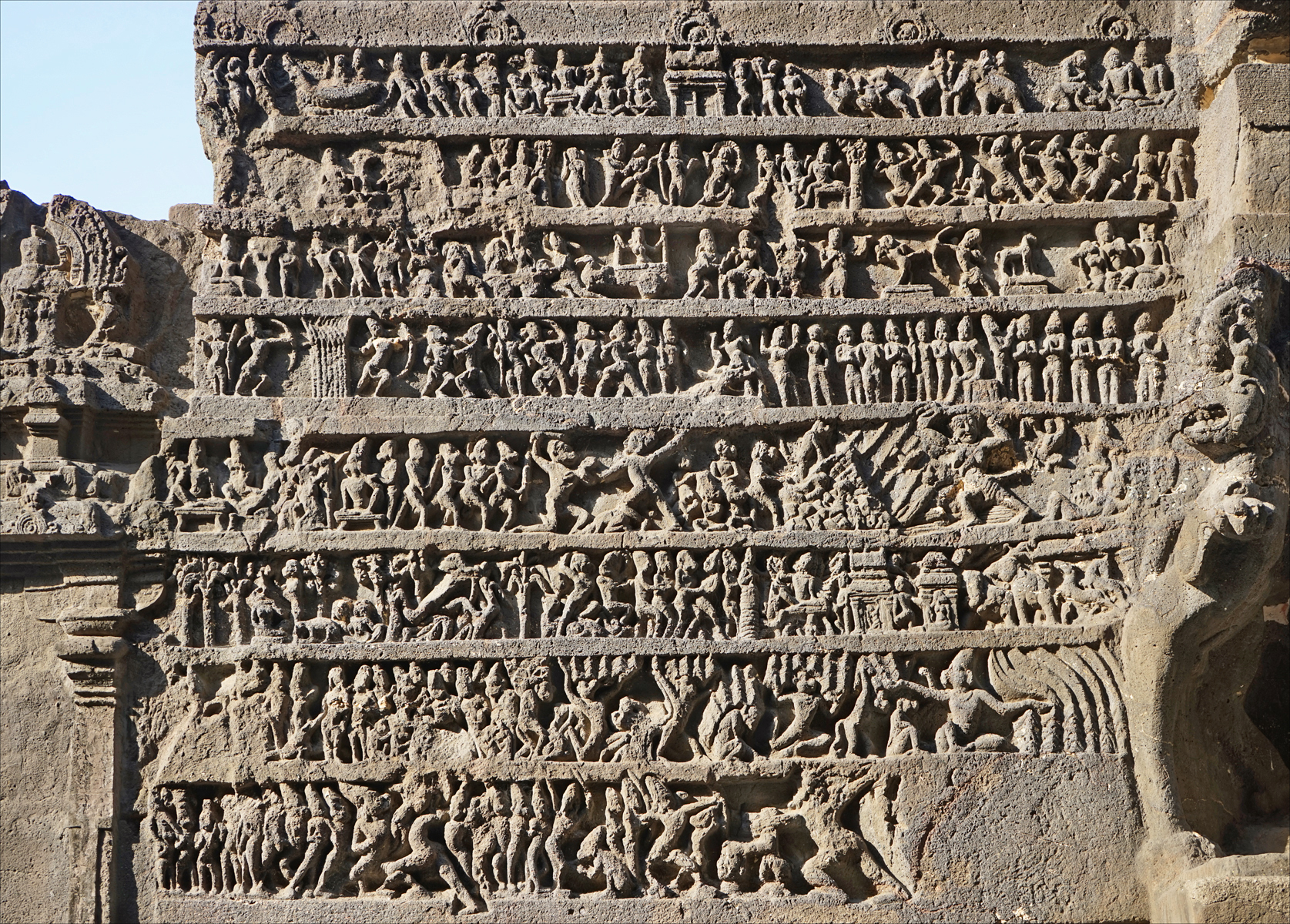
라마 이야기는 8세기 엘로라 석굴의 가장 큰 시바 사원에 부조 예술로 새겨져 있는데, 이는 당시 인도 사회에서 그 중요성을 시사한다.

라마에 대한 다른 중요한 역사적 힌두교 문헌으로는 툴시다스의 부순디 라마나야, 프라산나 라가바, 라마발리가 있다. 7세기 CE에 구자라트에서 살았던 바티의 산스크리트 시 바티카비야는 파니니의 아슈타디야이 문법 예시뿐만 아니라 주요 수사법과 프라크리트어를 동시에 보여주는 서사시 재해석이다. 역사적으로, 그리고 연대기적으로 중요한 또 다른 텍스트는 칼리다사가 지은 라구밤사이다. 이 이야기는 라마야나의 많은 세부 사항을 확인하지만, 새롭고 다른 요소들을 포함하고 있다. 이 텍스트는 라마의 아들 쿠샤 시대에는 아요디아가 수도가 아니었지만, 그가 나중에 아요디아로 돌아와 다시 수도로 만들었다고 언급한다. 이 텍스트는 그 안에 담긴 시가 절묘하고 인도 전통에서 마하카비야라고 불리며, 많은 학술적 주석을 끌어들였다는 점에서 주목할 만하다. 또한 칼리다사가 기원후 4세기와 5세기 사이에 살았다는 점에서 의미가 있는데, 이는 칼리다사 시대에 라마야나 전설이 잘 확립되어 있었음을 시사한다.
마하바라타에는 라마야나의 요약이 담겨 있다. 자이나교 전통에도 라마에 대한 방대한 문헌이 있지만, 일반적으로 비말라수리의 파우마차리야에서와 같이 파드마로 언급한다. 라마와 시타 전설은 불교의 자타카 이야기, 즉 다사라타-자타카 (461번 이야기)에도 언급되지만, 락슈마나를 락하나로, 라마를 라마-판디타로 표기하는 등 약간의 철자 차이가 있다.
라마는 푸라나에 언급되어 있는데, 즉 비슈누 푸라나와 파드마 푸라나 ( 비슈누의 아바타라로), 마츠야 푸라나 ( 바가반의 형태로), 링가 푸라나 (비슈누의 형태로), 쿠르마 푸라나, 아그니 푸라나, 가루다 푸라나 (라마로), 스칸다 푸라나, 그리고 시바 푸라나이다. 또한, 라마 이야기는 마하바라타의 바나 파르바에 포함되어 있는데, 이는 라마야나가 고대에 마하바라타 서사시에서 요약되었을 가능성이 더 높다는 증거의 일부이다.
라마와 시타는 발미키 사미타의 중심 인물로 등장하는데, 이 사미타는 그들의 숭배와 관련이 있으며 그들을 궁극적 실재로 묘사한다. 라마야나의 다른 판본 외에도, 14세기 비슈누파 성인들인 나바 다스, 툴시다스, 라마난다 등 많은 이들이 라마의 삶에 대한 작품을 썼다. 라마난드의 스리 라마르찬 파다티는 시타-라마를 숭배하는 완전한 절차를 설명하는 반면, 툴시다스의 비나야 파트리카에는 스리 라마찬드라 크리팔루를 포함한 라마에게 헌정된 헌정 찬송가가 있다. 라마난다는 제자 수라수라난다와의 대화를 통해 비슈누파 마타브자 바스카라에서 라마, 시타, 락슈마나의 숭배에 대해 설명하고, 비슈누파와 관련된 10가지 가장 중요한 질문에 답한다. 베단타 데시카의 함사-산데샤는 라마가 백조를 통해 시타에게 메시지를 보내는 것을 묘사한 연애시이다.

## 숭배와 축제

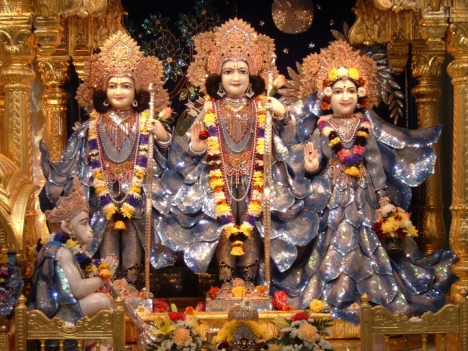
영국 왓퍼드의 박티베단타 매너에 있는 시타 (맨 오른쪽), 라마 (중앙), 락슈마나 (맨 왼쪽), 하누만 (아래, 앉아 있는 모습)의 신상들

바크티 운동의 일환으로 라마는 14세기 북인도 시인-성자 라마난다가 설립한 라마난디 삼프라다야의 중심이 되었다. 이 공동체는 현대에 가장 큰 힌두교 수도원 공동체로 성장했다. 이 라마에서 영감을 받은 운동은 라마난다 시대부터 성별, 계층, 카스트, 종교에 따른 차별 없이 구성원을 받아들이면서 사회 개혁을 옹호했으며, 이슬람을 떠나고자 하는 무슬림도 받아들였다. 전통적인 학설에 따르면 그의 제자들 중에는 카비르, 라비다스, 바가트 피파와 같은 후대 바크티 운동 시인-성인들이 포함되었다. 람은 또한 니란자니 삼프라다야의 최고신인데, 이 삼프라다야는 주로 라마와 시타를 숭배한다. 이 삼프라다야는 16세기 북인도 시인-성인 하리다스 니란자니가 설립했다.
비야사는 라마를 브라흐만 (형이상학적 실재)으로 표현하며, 라마의 모든 사구나 (속성)를 니르구나 본성 (궁극적으로 변치 않는 속성 없는 미덕과 이상, 아디아트마 라마야나에 따르면)에 연결한다. 이 텍스트는 라마의 모든 세속적인 활동을 영적 또는 초월적인 수준으로 승화시키고, 이야기를 상징성으로 변환시켜 구도자가 자신의 삶을 영혼의 영원한 여정에 대한 은유로서의 외적인 삶으로 바라보도록 가르친다.

### 찬송가
Śrī Rāma Jaya Rāma Jaya Jaya Rāma (산스크리트어: श्री राम जय राम जय जय राम)
라마에게 헌정된 기도와 찬송가는 다음과 같다.
- 자이 슈리 람 – 북인도에서 라마에게 헌정된 인사 또는 경례.[170]
- 자이 시야 람 – 북인도에서 시타와 라마에게 헌정된 인사 또는 경례.[171]
- 시아바르 람찬드라지 키 자이 – 시타와 라마에게 헌정된 인사 또는 경례. 이 찬송가는 라마를 시타의 남편으로 소개한다.
- 시타-람-시타-람 – 마하-만트라는 다음과 같다.

सीता राम सीता राम सीता राम जय सीता राम।
सीता राम सीता राम सीता राम जय सीता राम।।

- 하레 라마 라마 라마, 시타 라마 라마 라마.
- 라마샤타나마스토트라 – 라마에게 헌정된 찬송가로, 아난다 라마야나의 야가 칸다에 언급된 라마의 108가지 이름이 포함되어 있다.[172]
- 라마스토트람 – 라마에게 헌정된 찬송가로, 아난다 라마야나의 빌라사 칸다에 언급되어 있다.
- 라마라크샤 마하만트라 – 라마에게 헌정된 찬송가로, 아난다 라마야나의 잔마 칸다에 언급되어 있다.
- 라마사하스라나마스토트라 – 라마에게 헌정된 찬송가로, 아난다 라마야나의 라자 칸다에 언급되어 있다.
- 라마 카바차 – 라마에게 헌정된 찬송가로, 아난다 라마야나의 마노하르 칸다에 언급되어 있다.
- 비나야 파트리카 – 이 헌신적인 시에는 스리 라마찬드라 크리팔루를 포함하여 라마에게 헌정된 기도문이 있는데, 이는 다음과 같다.[173]

श्री रामचन्द्र कृपालु भजुमन हरण भवभय दारुणं ।
नव कञ्ज लोचन कञ्ज मुख कर कञ्ज पद कञ्जारुणं ॥

- 자나키 망갈 – 이 구절은 시타와 라마의 결혼 이야기를 묘사하며 그들에게 헌정된 찬송가와 기도문을 담고 있다.[174]
- 투마크 찰라트 람 찬드라 – 이 헌신적인 노래는 어린 시절 라마 얼굴의 아름다움을 묘사한다.[175]
- 하레 라마 하레 크리슈나 – 이 찬송가는 라마와 크리슈나 모두에게 헌정되었으며, 다음과 같다.[176]

하레 라마 하레 라마

라마 라마 하레 하레

하레 크리슈나 하레 크리슈나

크리슈나 크리슈나 하레 하레— 칼리-산타라나 우파니샤드.

### 축제

#### 라마 나바미
라마 나바미는 라마의 생일을 기념하는 봄 축제이다. 이 축제는 봄 나바라트리의 일부이며, 전통 힌두력에서 차이트라 월의 밝은 반달의 아홉 번째 날에 해당한다. 이는 일반적으로 매년 3월 또는 4월에 발생한다.
이 날은 사원에서 라마 전설을 암송하거나 집에서 라마 이야기를 읽는 것으로 기념된다. 일부 비슈누파 힌두교도들은 사원을 방문하고, 다른 이들은 집에서 기도하며, 일부는 푸자와 아르티의 일환으로 음악과 함께 바잔 또는 키르탄에 참여한다. 공동체는 자선 행사와 자원봉사 식사를 조직한다. 이 축제는 많은 힌두교도들에게 도덕적 성찰의 기회가 된다. 어떤 이들은 이 날 브라타 (금식)를 하거나 강으로 가서 몸을 담그기도 한다.
이 날의 중요한 축제는 아요디아, 시타마르히, 자나크푸르 (네팔), 바드라찰람, 코단다라마 사원, 온티미타 및 라메스와람에서 열린다. 라마, 시타, 그의 형제 락슈마나 및 하누만의 라타야트라스, 즉 전차 행렬은 여러 곳에서 열린다. 아요디아에서는 많은 사람들이 신성한 사라유 강에서 몸을 담그고 라마 사원을 방문한다.
라마 나바미 날은 또한 우가디로 시작하는 카르나타카와 안드라프라데시에서 기념하는 9일간의 봄 축제인 바산토차밤 (봄 축제)의 끝을 알린다. 이 날의 주요 행사로는 텔랑가나 주 바드라드리 코타구뎀의 고다바리 강변에 있는 바드라찰람에서 열리는 칼야남 (사원 사제들이 거행하는 의례 결혼식), 재거리와 후추로 만든 달콤한 음료인 파나캄을 준비하고 나누는 것, 행렬과 라마 사원 장식 등이 있다.

#### 람릴라와 두세라

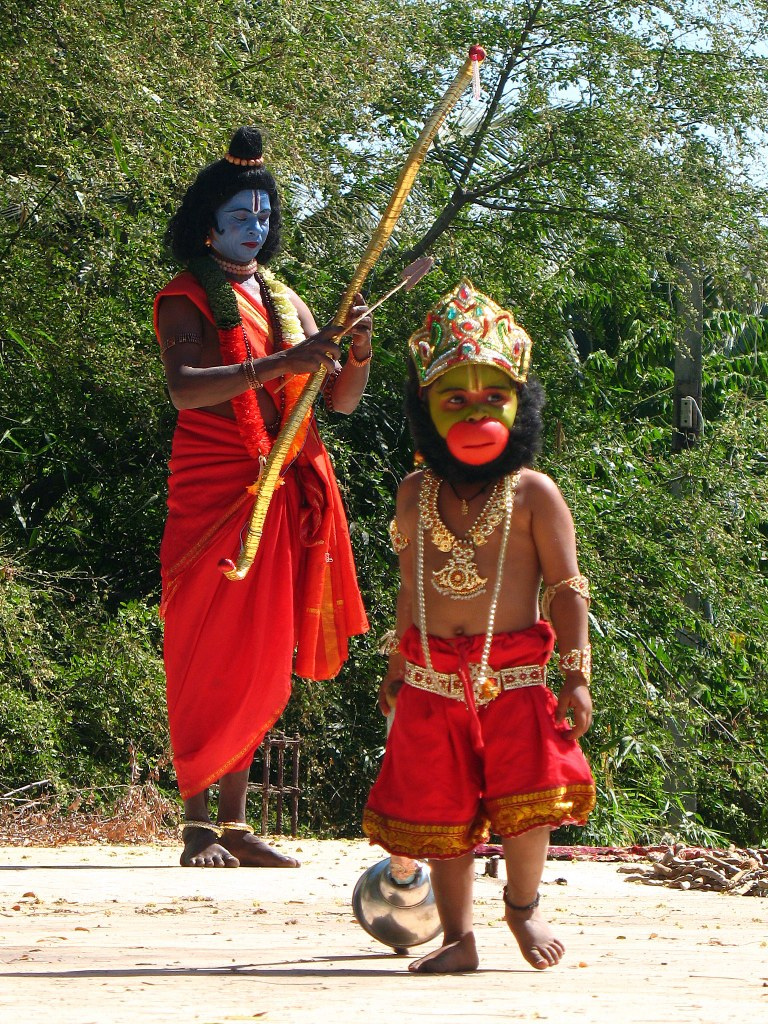
인도 북부, 중부, 서부 주에서는 나바라트리 기간 동안 농촌 예술가들이 람릴라 연극을 공연한다.

라마의 삶은 매년 가을, 연극과 불꽃놀이로 기억되고 기념된다. 이것을 람릴라라고 부르며, 연극은 라마야나 또는 더 흔히 라마차리트마나스를 따른다. 이는 인도의 나바라트리 축제 기간 동안 열리는 수천 가지 라마 관련 공연 예술 및 무용 행사로 관찰된다. 선과 악의 전설적인 전쟁이 재현된 후, 람릴라 축제는 두세라 (다사라, 비자야다샤미) 밤 축제로 절정을 이루는데, 이때 악마 라바나와 같은 악의 거대한 기괴한 인형들이 일반적으로 불꽃놀이와 함께 불태워진다.
람릴라 축제는 2008년에 유네스코에 의해 "인류 무형문화유산" 중 하나로 지정되었다. 람릴라는 특히 아요디아, 바라나시, 브린다반, 알모라, 사트나 및 마두바니와 같은 역사적으로 중요한 힌두 도시에서 두드러진다. – 이 도시들은 우타르프라데시주, 우타라칸드주, 비하르주, 마디아프라데시주에 위치한다. 서사시와 그 극적인 연극은 기원후 1천년기에 동남아시아로 전파되었고, 라마야나를 기반으로 한 람릴라는 인도네시아, 특히 발리의 힌두 사회, 미얀마, 캄보디아, 태국의 공연 예술 문화의 일부이다.

#### 디왈리
인도의 일부 지역에서는 라마의 아요디아 귀환과 그의 대관식이 디왈리 (등불 축제라고도 함)를 기념하는 주요 이유이다.
가이아나에서는 디왈리가 특별한 행사로 여겨지고 성대하게 기념된다. 이 지역에서는 국경일로 지켜지며 정부 장관들도 공개적으로 기념 행사에 참여한다. 비자야다샤미처럼 디왈리는 라마의 아요디아 귀환 외에도 다양한 사건을 기념하기 위해 인도 전역의 다양한 공동체에서 기념된다. 예를 들어, 많은 공동체는 디왈리의 하루를 크리슈나가 악마 나라카수라를 물리친 것을 기념하기 위해 지낸다.

#### 바산토차밤
바산토차밤은 봄의 도래를 축하하기 위해 티루말라에서 매년 거행되는 세바이다. 아비셰캄, 특히 스나파나 티루만자남(성스러운 목욕)은 사흘 내내 우트사와 무르티와 그의 배우자들에게 행해진다. 사흘째에는 라마, 시타, 락슈마나, 하누만의 신상과 함께 크리슈나와 루크미니에게 아비셰캄이 행해진다. 봉헌된 신상들은 사흘 내내 저녁에 행렬로 운반된다.

## 사원

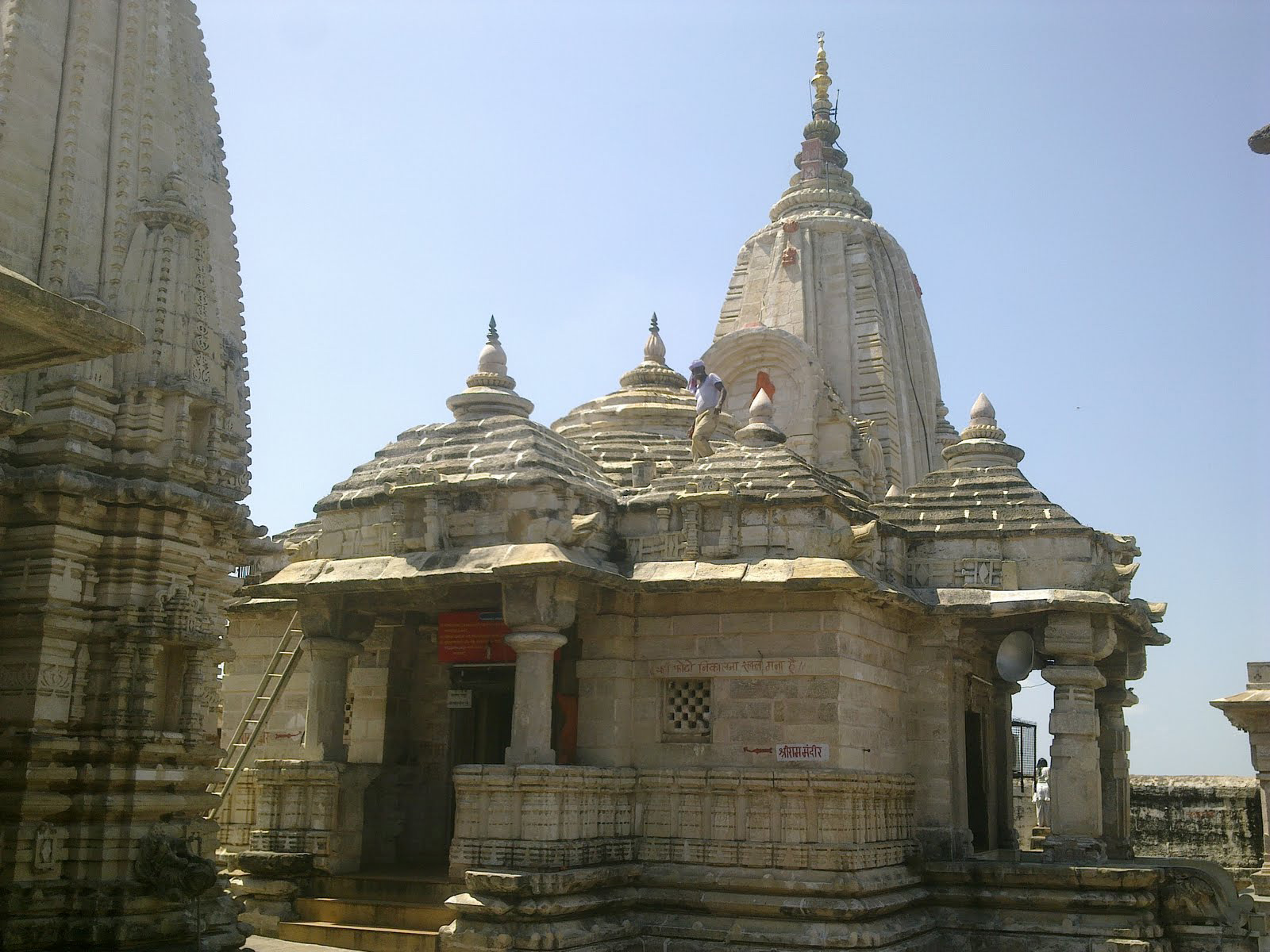
람텍의 라마 사원 (10세기, 복원). 이곳의 중세 비문에는 라마가 아드바이트아바다프라부, 즉 "불이일원론 교리의 주님"으로 불린다.

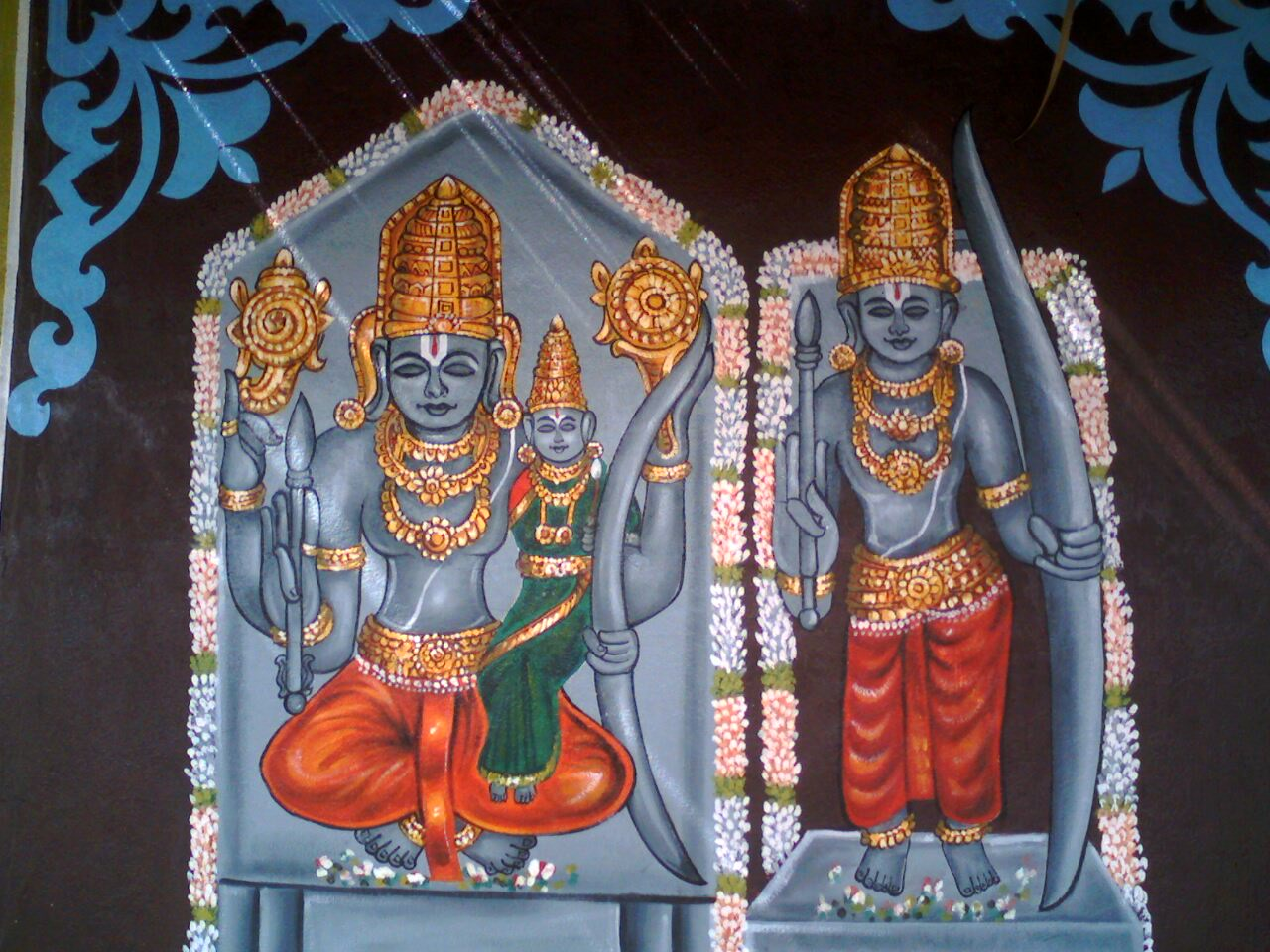
무릎에 시타를 안고 있는 희귀한 4개의 팔을 가진 라마(왼쪽)와 락슈마나가 바드라찰람 사원의 중심 아이콘이다.

라마에게 헌정된 사원은 인도 전역과 인도 이주 공동체가 거주하는 곳에서 발견된다. 대부분의 사원에서 라마의 도상은 그의 아내 시타와 형제 락슈마나의 도상과 함께 있다. 어떤 경우에는 하누만도 그들 옆이나 사원 경내에 포함된다.
힌두교 사원은 기원후 5세기 초까지 라마에게 헌정되어 건설되었다는 동판 비문 증거가 있지만, 이들은 현존하지 않는다. 가장 오래된 라마 사원은 차티스가르주 라이푸르 근처의 마하나디강 근처 라짐에 있는 라지바-로차나 사원이다. 이는 비슈누에게 헌정된 사원 단지에 있으며, 금석학적 증거에 따르면 7세기로 거슬러 올라가고 기원후 1145년경에 일부 복원 작업이 이루어졌다. 이 사원은 현대에도 라마 신자들에게 중요하며, 라마 나바미와 같은 날에는 신자와 승려들이 그곳에 모인다.
일부 라마 사원에는 다음이 포함된다.
- 라마 만디르, 람 잔마부미, 아요디아, 우타르프라데시주.[205]
- 바드라찰람 사원, 텔랑가나주.[206]
- 코단다라마 사원, 온티미타, 안드라프라데시주.
- 라마티르탐 사원, 안드라프라데시주.
- 라마스와미 사원, 쿰바코남, 타밀나두주.[207]
- 콜라 발빌 라마르 사원, 티루벨리양구디, 타밀나두주.[208]
- 베에라라가바 스와미 사원, 티루발루르, 타밀나두주.
- 아디 자간나타 페루말 사원, 타밀나두주.
- 람차우라 만디르, 비하르주.[209]
- 무디콘단 코탄다라마르 사원, 타밀나두주.
- 비자야라가바 페루말 사원, 타밀나두주.
- 푼나이나루 코탄다라마르 사원, 타밀나두주.
- 에리-카타 라마르 사원, 타밀나두주.[210]
- 코탄다라마 사원, 틸라이빌라감, 타밀나두주.
- 코탄다라마스와미 사원, 라메스와람, 타밀나두주.
- 스리 코탄다 라마스와미 사원, 타밀나두주.
- 코탄다라마르 사원, 바두부르, 타밀나두주
- 스리 요가 라마 사원, 타밀나두주.
- 코단다라마스와미 사원, 타밀나두주.
- 코탄다라마스와미 사원, 난담바캄, 타밀나두주.
- 트리프라야르 스리라마스와미 크셰트람, 트리프라야르, 케랄라주.
- 카라람 사원, 나시크, 마하라슈트라주.
- 라구나트 사원, 잠무.
- 라마 만디르, 부바네스와르, 오디샤주.
- 코단다라마 사원, 치크마갈루르, 카르나타카주.
- 오도가온 라구나트 사원, 오디샤주.
- 스리 라마 사원, 라마푸람, 케랄라.
- 타쿠르드와라 바그완 나라인지, 구르다스푸르, 펀자브.
- 빌와드리나타 사원, 티루빌와말라, 케랄라주.[211]
- 지브롤터 힌두교 사원, 지브롤터, 영국.[212]
- 퍼스 라마 사원, 퍼스, 오스트레일리아.

## 힌두교 외부

### 자이나교

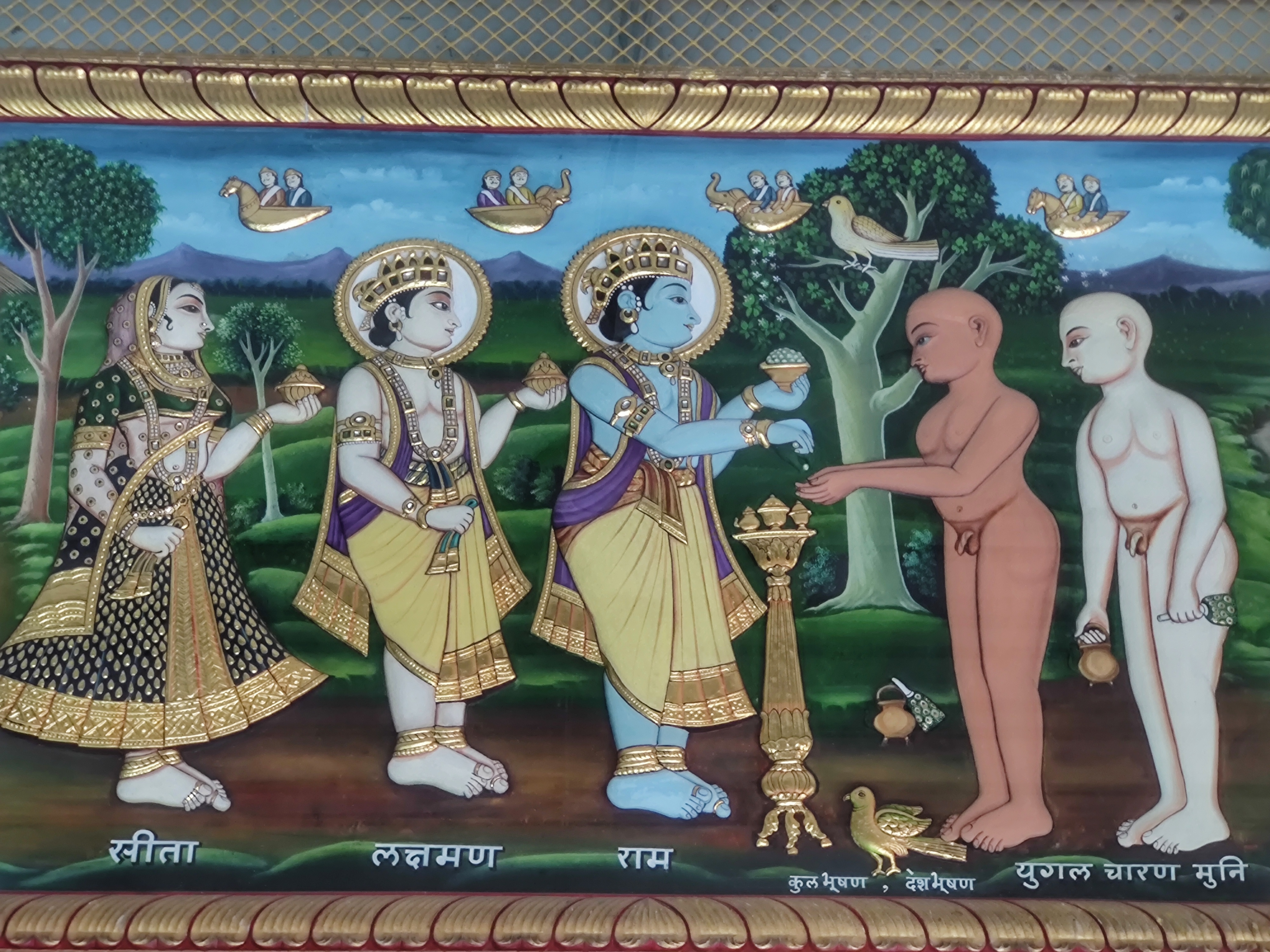
괄리오르의 스와른 자이나교 사원에 있는 라마, 락슈마나, 시타와 자이나교 아차리야 유갈-차란.

자이나교에서 라마 이야기의 가장 초기의 알려진 버전은 기원후 1세기에서 5세기 사이로 다양하게 연대가 추정된다. 비말라수리에 의해 쓰여진 이 자이나교 텍스트는 디감바라-스베탐바라 (자이나교의 종파) 사이의 구별이 나타나지 않으며, 마하라슈트리와 사우라세니어의 조합으로 되어 있다. 이러한 특징들은 이 텍스트가 고대의 뿌리를 가지고 있음을 시사한다.
자이나교 우주론에서, 사람들은 영적 자질을 발전시키면서 계속해서 다시 태어나고, 마침내 지나 상태와 완전한 깨달음에 도달한다. 이 사상은 푸라나에서 주기적으로 다시 태어나는 삼위일체로 설명되는데, 이를 발라데바, 바수데바, 그리고 악한 프라티-바수데바라고 부른다. 라마, 락슈마나, 그리고 악한 라바나는 여덟 번째 삼위일체이며, 라마는 다시 태어난 발라데바이고, 락슈마나는 다시 태어난 바수데바이다. 라마는 22번째 자이나교 티르탕카라로 불리는 네미나타보다 훨씬 이전에 살았다고 묘사된다. 자이나교 전통에서는 네미나타가 기원전 9세기 파르슈바나타보다 84,000년 전에 태어났다고 믿어진다.
자이나교 경전은 발미키의 힌두교 경전과는 매우 다른 라마 전설을 전한다. 자이나교 판본에 따르면, 락슈마나(바수데바)가 라바나(프라티바수데바)를 죽인 자이다. 라마는 시타 구출과 전쟁 준비에 참여했음에도 불구하고 실제로 살인을 하지 않아 비폭력적인 인물로 남는다. 자이나교의 라마는 힌두교 경전에서 라마에게 부여된 일부일처제 미덕과는 달리 수많은 아내를 가지고 있으며, 락슈마나도 그렇다. 그의 삶의 끝에 라마는 자이나교 승려가 된 후 성공적으로 싯다를 얻고 해탈한다. 그의 첫 아내 시타는 이야기의 끝에 자이나교 수녀가 된다. 자이나교 판본에서 락슈마나와 라바나 모두 자이나교 우주론의 지옥으로 간다. 라바나는 많은 사람을 죽였고, 락슈마나는 라바나의 폭력을 멈추기 위해 라바나를 죽였기 때문이다. 파드마푸라나는 라마를 자이나교의 20번째 티르탕카라인 무니수브라타의 동시대인으로 언급한다.

### 불교

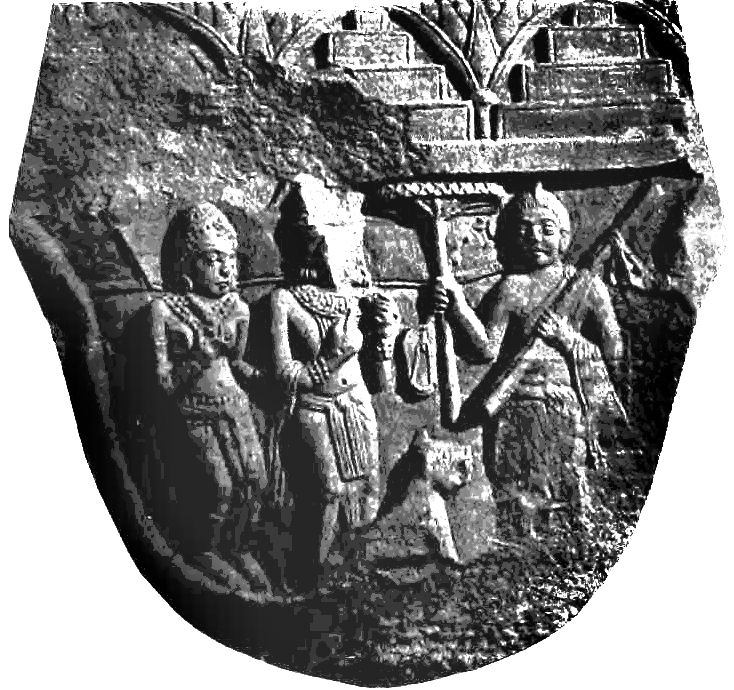
다사라타 자타카의 장면, 바르후트, c. 기원후 200–300년

다사라타-자타카 (461번 이야기)는 라마 이야기의 한 버전을 제공한다. 이 이야기에서는 라마를 라마-판디타라고 부른다.
이 다사라타-자타카 담론의 끝에서, 불교 경전은 붓다가 전생에서 라마였다고 선언한다:
스승은 이 담론을 마치고 진리를 선언하며 탄생을 확인했다 (...): '그 당시 슈도다나 왕은 다사라타 왕이었고, 마하마야는 어머니였고, 라훌라의 어머니는 시타였고, 아난다(Ananda)는 바라타였고, 나 자신은 라마-판디타였다.
— 자타카 이야기 461번, 번역: W.H.D. 라우스

불교 자타카 경전은 라마를 받아들여 그를 전생의 붓다의 화신으로 만들지만, 힌두교 경전은 붓다를 받아들여 그를 비슈누의 아바타라로 만든다. 불교의 자타카 문학은 동굴이나 바르후트 스투파와 같은 불교 유적지의 조각에 근거하여 일반적으로 기원전 1천년기 후반으로 연대가 추정된다. 다사라타-자타카에 기록된 바르후트 스투파의 기원전 2세기 석조 부조는 고대 인도에서 라마 이야기가 널리 퍼져 있었다는 가장 초기의 알려진 비문자적 증거이다.

### 시크교

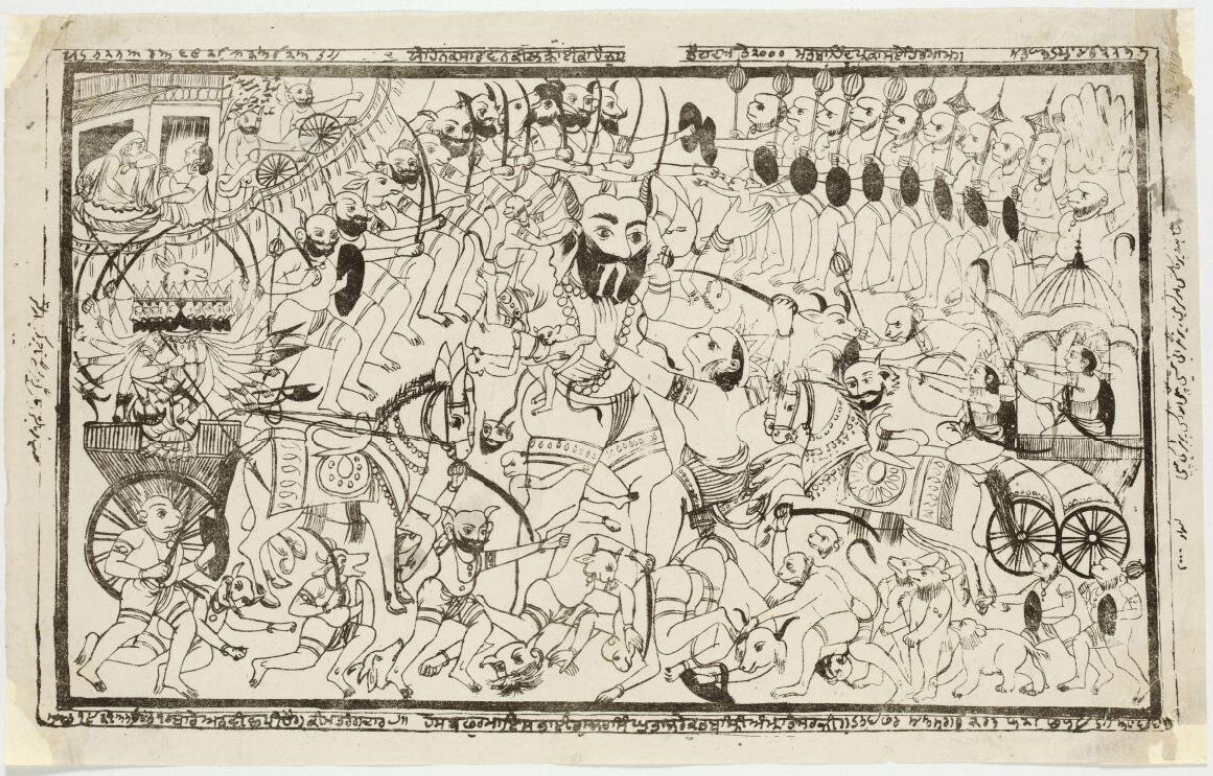
시크교 라마야나 전투 장면 목판화, 라호르 또는 암리차르, 약 1870년

라마는 다삼 그란트의 구성 요소인 차우비스 아바타르에서 비슈누의 24가지 신성한 화신 중 하나로 언급되는데, 이 작품은 전통적으로나 역사적으로 구루 고빈드 싱에게 귀속된다. 라마와 크리슈나 아바타라에 대한 논의는 시크교 보조 경전의 이 섹션에서 가장 광범위하다. 구루 그란트 사히브에는 라마의 이름이 2,500회 이상 언급되어 있으며, 크리슈나와 함께 아바타라로 간주된다.

## 영향과 묘사

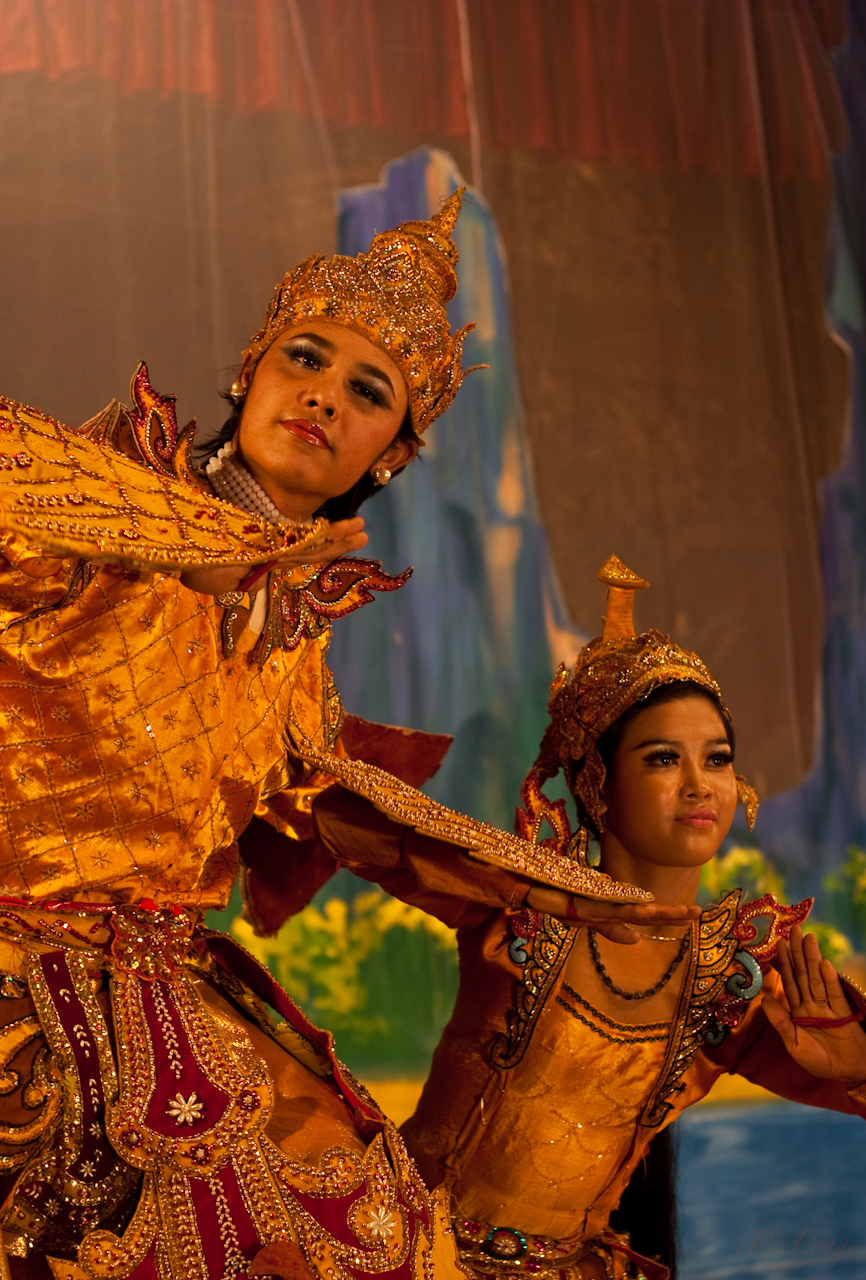
야마 자트다우, 버마어 라마야나 판본에 나오는 라마(야마)와 시타(티다)

라마의 이야기는 남아시아와 동남아시아 전역에 걸쳐 주요한 사회 문화적, 영감적 영향을 미쳤다.

어떤 곳에서 어떤 시기에 생산된 문학 작품 중 고대 산스크리트어 서사시 발미키 라마야나만큼 인기 있고, 영향력 있고, 모방되고, 성공적인 작품은 거의 없다.
– 로버트 골드만, 산스크리트어 교수, 캘리포니아 대학교 버클리.
옥스포드 대학의 교수이자 산스크리트학자인 아서 앤서니 맥도넬에 따르면, 인도 경전에 담긴 라마의 사상은 세속적인 기원을 가지고 있으며, 최소 2천 5백년 이상 동안 사람들의 삶과 사상에 지대한 영향을 미쳤다. 그들의 영향은 개인적인 성찰을 위한 틀에서부터 문화 축제와 지역 사회 오락에 이르기까지 다양하다. 골드만에 따르면, 그의 삶의 이야기는 "회화, 영화, 조각, 인형극, 그림자극, 소설, 시, TV 시리즈, 연극"에 영감을 주었다.

### 그림

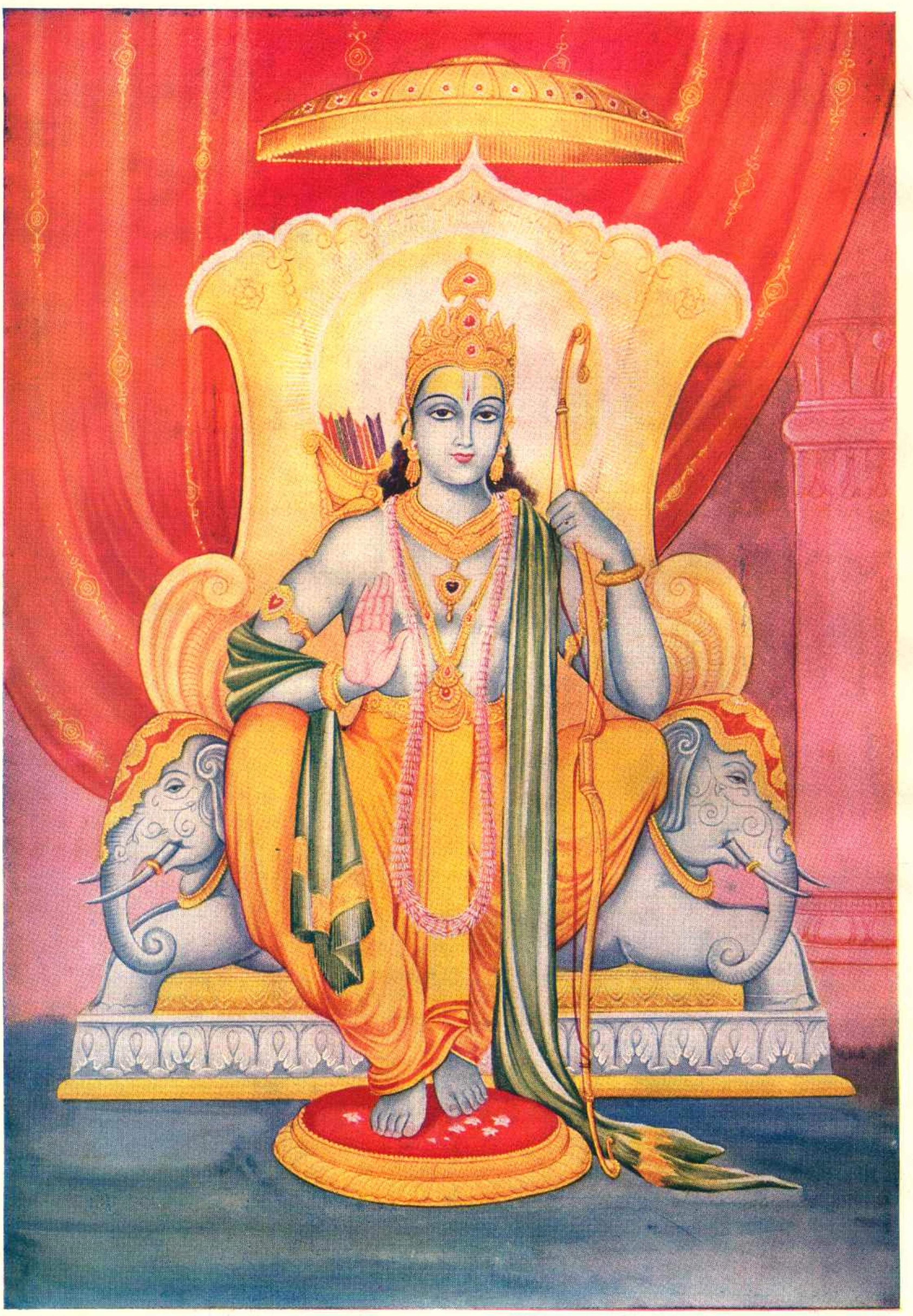
고라크푸르의 기타 프레스에 있는 라마 그림.

라마와 시타는 여러 형태의 공연 예술과 문학 작품에 영감을 주었다. 마두바니 그림은 비하르의 매력적인 예술로, 주로 종교와 신화를 기반으로 한다. 그림에서는 시타-라마와 같은 힌두교 신들이 그들의 결혼식을 주요 주제로 하여 중앙에 위치한다. 라마의 유배, 시타의 납치, 랑카 전쟁 또한 라지푸트 회화에 묘사되었다.

### 음악
라마는 미틸라 지역의 마이틸리 음악의 주요 인물이다. 포크 음악 장르인 라간은 라마와 시타가 결혼 생활에서 겪었던 문제들을 언급한다.

### 동남아시아 힌두교 예술

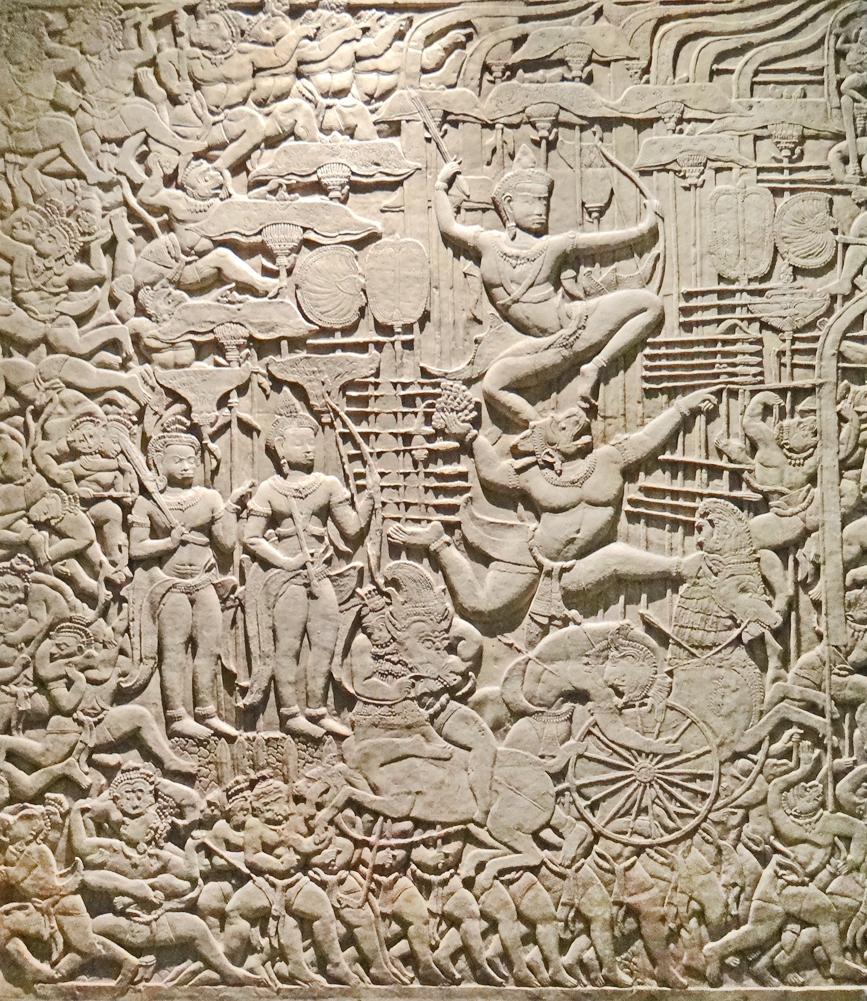
라마의 이야기는 캄보디아 앙코르 와트에서 발견되는 예술 부조의 주요 부분이다. 라마야나 부조의 대규모 시퀀스는 인도네시아 자바에서도 발견된다.

산스크리트어 라마야나의 문학적 형태와 구전 전통 모두의 라마의 삶 이야기는 기원후 1천년기에 동남아시아에 도착했다. 라마는 채택된 많은 사상과 문화적 주제 중 하나였으며, 다른 것들은 붓다, 시바 및 기타 브라만교 및 불교 사상과 이야기들이었다. 특히 라마와 다른 문화적 사상의 영향은 자와섬, 발리주, 말라야, 미얀마, 태국, 캄보디아 그리고 라오스에서 커졌다.
라마야나는 860년경 산스크리트어에서 고대 자바어로 번역되었고, 공연 예술 문화는 타밀어 및 벵골어 버전의 라마 기반 무용 및 연극에서 영감을 받은 구전 전통에서 발전했을 가능성이 높다. 이 공연 예술에 대한 가장 초기의 증거는 중국 기록에 따르면 243년경부터이다. 라마의 삶을 무용과 음악으로 기념하는 것 외에도 욕야카르타 (자와섬) 근처의 프람바난과 블리타르 (동부 자와섬) 근처의 파나타란과 같은 동남아시아에 세워진 힌두 사원들은 라마의 삶을 묘사하는 광범위한 부조들을 보여준다. 라마의 삶 이야기는 동남아시아에서 인기가 있었다.
콘스탄스 존스와 제임스 라이언에 따르면, 14세기에 아유타야 왕국과 그 수도 아유타야는 힌두교 성지인 아요디아의 이름을 따서 명명되었고, 국가의 공식 종교는 상좌부 불교였다. 태국 왕들은 현대에도 라마라는 이름으로 불리는데, 이 이름은 산스크리트어 라마야나의 지역 버전인 라마키엔의 라마에서 영감을 받은 것이다. 예를 들어, 쭐랄롱꼰 왕(1853–1910)은 라마 5세로도 알려져 있으며, 2016년에 즉위한 마하 와치랄롱꼰 왕은 라마 10세로 불린다.

### 문화
북인도 지역, 주로 우타르프라데시주와 비하르주에서는 자이 슈리 람, 자이 시야 람 및 시아바르 람찬드라지 키 자이와 같은 인사를 사용한다. 라마난디 고행자들(바이레기스라고도 불림)은 종종 "자야 시타 람"과 "시타 람"과 같은 주문을 외친다. 자이 시야 람의 주문은 종교적인 장소와 모임, 예를 들어 쿰브 멜라에서도 흔히 사용된다. 이는 종종 라마야나, 라마차리트마나스, 특히 순다라 칸다를 암송할 때 사용된다.
아삼주에서는 보로족들이 자신들을 람사, 즉 라마의 자손이라고 부른다. 차티스가르주에서는 람나미족이 라마의 이름으로 온몸에 문신을 새겼다.
라마는 영감의 원천으로 여겨져 왔으며 마랴다 푸루쇼타마 라마(이상적인 인간)로 묘사되어 왔다. 그는 많은 영화, 텔레비전 프로그램, 연극에서 묘사되었다.

### 대중문화에서

#### 영화
다음 사람들은 라마야나의 영화 각색에서 라마를 연기했다.
- 프리스비라지 카푸르는 1934년 벵골어 영화 시타에서 그를 연기했다.[253]
- 프렘 아디브는 1943년 힌디어 영화 람 라지야에서 그를 연기했다.
- N. T. 라마 라오는 1958년 타밀어 영화 삼푸르나 라마야남에서 그를 연기했다.
- N. T. 라마 라오 주니어는 1997년 텔루구어 영화 라마야남에서 그를 연기했다.[254]
- 프렘 나지르는 1960년 말라얄람어 영화 시타에서 그를 연기했다.
- 칸타 라오는 1968년 텔루구어 영화 베에라잔야에서 그를 연기했다.
- 지텐드라는 1997년 힌디어 영화 라브 쿠쉬에서 그를 연기했다.[255]
- 니킬 카푸어와 아룬 고빌은 1992년 애니메이션 영화 라마야나: 왕자 라마의 전설에서 그의 목소리를 연기했다.
- 마노즈 바즈빠이는 2010년 애니메이션 힌디어 영화 라마야나: 에픽에서 그의 목소리를 연기했다.[256]
- Nandamuri Balakrishna는 2011년 텔루구어 영화 스리 라마 라지얌에서 그를 연기했다.[257]
- 쿠날 카푸르는 2016년 힌디어 애니메이션 영화 마하요다 라마에서 그녀의 목소리를 연기했다.
- 프라바스는 2023년 힌디어 영화 아디푸루쉬에서 그를 연기했다.[258]

#### 텔레비전
다음 사람들은 라마야나의 텔레비전 각색에서 라마를 연기했다.
- 아룬 고빌은 1987년 시리즈 라마야나와 1998년 시리즈 라브 쿠쉬에서 그를 연기했다.[259]
- 시라즈 무스타파 칸은 1997년 시리즈 자이 하누만에서 그를 연기했다.
- 니티시 바라드와즈는 2000년 시리즈 비슈누 푸란과 2002년 시리즈 라마야나에서 그를 연기했다.
- 구르미트 초다리는 2008년 시리즈 라마야나에서 그를 연기했다.
- 데바르고 사니얄은 2008년 미국 애니메이션 시리즈 시타 싱즈 더 블루스에서 그의 목소리를 연기했다.[260]
- 피유시 사흐데브는 2011년 시리즈 데본 케 데브...마하데브에서 그를 연기했다.[261]
- 가간 말리크는 2012년 시리즈 라마야나와 2015년 시리즈 상카트 모찬 마하발리 하누만에서 그를 연기했다.
- 라지니쉬 두갈은 2012년 미니시리즈 람릴라 – 아자이 데브건 케 사트에서 그를 연기했다.
- 아쉬쉬 샤르마는 2015년 시리즈 시야 케 람에서 그를 연기했다.[262]
- 히만슈 소니는 2019년 시리즈 람 시야 케 라브 쿠쉬에서 그를 연기했다.[263]
- 와심 무슈타크는 2019년 시리즈 스리마드 바그와트 마하푸란에서 그를 연기했다.
- 디간트는 2021년 웹 시리즈 라마유그에서 그를 연기했다.[264]
- 아마르 우파드하이와 카란 수차크는 2022년 시리즈 자이 하누만 – 산카트모찬 나암 티하로에서 그를 연기했다.
- 수자이 레우는 2024년 시리즈 스리마드 라마야나에서 그를 연기했다.[265]
- 파반 샤르마는 2024년 DD 내셔널 시리즈 카카부순디 라마야나- 아나수니 카타예인에서 연기했다.

#### 기타
- 라마의 삶의 고난은 2023년 연극 프리암 라마야나의 "시타-라마 에피소드"에서 묘사되었다.[266]
- 사마스티푸르, 비하르에 있는 스리 람 잔키 의과대학 및 병원.[267]

## 같이 보기
- 아요디아 분쟁
- 이랑진군
- 라마의 계보
- 라마나마
- 라마 상
- 자이 슈리 람
- 라마야나 (1987년 텔레비전 시리즈)
- 다샤바타라
- 발라크 람
- 람남 은행

### 설명주
1. ↑  힌디어와 같은 많은 인도 언어는 산스크리트어 단어의 어미 'a' 소리를 삭제한다. 타밀어와 말라얄람어와 같은 다른 언어는 이 경우 -r과 -n과 같은 자체 접미사를 가지고 있다. 인도아리아어군 언어의 슈와 삭제.[23]
2. ↑  맬러리와 애덤스는 라마에 대한 전설이 "후기 웨일스 이야기인 브란웬 리르의 딸과 마나위단 리르의 아들에서 발견되는 많은 요소"를 가지고 있다고 말한다. 이는 개념과 전설이 더 깊은 고대 뿌리를 가지고 있기 때문일 수 있다.[33]
3. ↑  코살라는 많은 불교 경전과 여행 회고록에 언급되어 있다. 코살라의 붓다 우상은 테라바다 불교 전통에서 중요하며, 7세기 중국 순례자 현장(Xuanzhang)이 묘사한 것이다. 그는 자신의 회고록에서 그 조각상이 당시 슈라바스티라고 불리던 코살라의 수도에 있는 거대한 수도원의 폐허 속에 서 있다고 말한다. 그는 또한 붓다의 복제품 두 점, 즉 우다야나의 코살라 우상과 프라세나지트의 프라세나지트 우상을 중국으로 가져왔다고 말한다.[41]
4. ↑  예를 들어, 16세기 이전의 다른 바크티 운동의 힌두교 시인-성자들과 마찬가지로, 툴시다스는 라마차리타마나스에서 헌신에 이르는 가장 간단한 길이 남-심란("라마"라는 신성한 이름을 기억하는 데 몰두하는 것)이라고 권고한다. 그는 이름을 소리 내어 반복하는 것(잡) 또는 마음속으로 조용히 반복하는 것(아잡아잡)을 제안한다. 라마라는 이 개념은 신성화된 영웅을 넘어 "모든 것을 포괄하는 존재"를 의미하며 내면의 아트마라마와 동일하다. 아트마라마라는 용어는 "아트마"와 "라마"의 합성어로, 라마야나와 바크티 운동에 대한 연구로 유명한 프랑스 인도학자 샬럿 보드빌에 따르면 문자 그대로 "자신 안에서 기쁨을 찾는 자"를 의미한다.[121]
5. ↑  또 다른 인기 있는 전통에 따르면, 드바파라 유가 시대에 비슈누의 아바타라인 크리슈나는 현재 아삼 근처의 프라그죠티샤푸라의 사악한 왕이었던 악마 나라카수라를 죽이고, 나라카수라에게 잡혀 있던 16000명의 소녀들을 풀어주었다. 디왈리는 크리슈나가 나라카수라를 물리친 후 선이 악을 이긴 상징으로 기념되었다. 디왈리 전날은 나라카 추투르다시(Naraka Chaturdasi)로 기억되는데, 이 날은 나라카수라가 크리슈나에 의해 죽임을 당한 날이다.[195]
6. ↑  리처드 곰브리치는 자타카 이야기가 기원전 3세기에 쓰여졌다고 주장한다.[221]
7. 1 2  아트 비스반 람 아바타르 카탄 또는 람 아바타르는 시크교의 두 번째 성경인 다삼 그란트의 구성 요소로, 구루 고빈드 싱이 아난드푸르 사히브에서 작성했다. 구루 고빈드 싱은 람찬드라의 숭배자가 아니었다. 왜냐하면 그는 전체 아바타르를 묘사한 후 다음과 같은 사실을 명확히 했기 때문이다: "람 라힘 프란 쿠란 아네크 카헨 마티 이크 나 마니요
8. ↑  
  - Blank 2000, 190쪽
  - Dodiya 2001, 109–110쪽
  - Tripathy 2015, 1쪽

### 참조주
1. ↑  SATTAR, ARSHIA (2020년 10월 20일). 《Maryada: Searching for Dharma in the Ramayana》 (영어). HarperCollins Publishers, 인도. ISBN 978-93-5357-713-1. 2024년 1월 31일에 원본 문서에서 보존된 문서. 2021년 2월 15일에 확인함.
2. ↑  “Dharma Personified”. 《더 힌두》. 2011년 8월 5일. 2021년 1월 22일에 원본 문서에서 보존된 문서. 2021년 1월 16일에 확인함.
3. ↑  “Rama”. 《웹스터 사전》 (영어). 2016년 3월 5일에 원본 문서에서 보존된 문서. 2021년 3월 9일에 확인함.
4. ↑  Tulasīdāsa (1999). 《스리 라마차리타마나사》. 번역 Prakash, RC. 모틸랄 바나르시다스. 871–872쪽. ISBN 978-81-208-0762-4.
5. ↑  “City News, Indian City Headlines, Latest City News, Metro City News”. 《더 인디언 익스프레스》. 2009년 4월 7일에 원본 문서에서 보존된 문서.
6. ↑  라마나바미 타임스 오브 인디아, 2009년 4월 2일.
7. 1 2  William H. Brackney (2013). 《Human Rights and the World's Major Religions, 2nd Edition》. ABC-CLIO. 238–239쪽. ISBN 978-1-4408-2812-6. 2024년 1월 31일에 원본 문서에서 보존된 문서. 2017년 4월 9일에 확인함.
8. ↑  Roderick Hindery (1978). 《Comparative Ethics in Hindu and Buddhist Traditions》. Motilal Banarsidass. 95–124쪽. ISBN 978-81-208-0866-9. 2024년 1월 31일에 원본 문서에서 보존된 문서. 2017년 4월 9일에 확인함.
9. 1 2 3 4  Vālmīki (1990). 《발미키의 라마야나: 발라칸다》. 번역 Goldman, Robert P. 프린스턴 대학교 출판부. 3쪽. ISBN 978-1-4008-8455-1. 2024년 1월 31일에 원본 문서에서 보존된 문서. 2017년 4월 10일에 확인함.
10. ↑  Dimock, E.C. Jr. (1963). 《Doctrine and Practice among the Vaisnavas of Bengal》. 《History of Religions》 3. 106–127쪽. doi:10.1086/462474. JSTOR 1062079. S2CID 162027021.
11. ↑  Marijke J. Klokke (2000). 《Narrative Sculpture and Literary Traditions in South and Southeast Asia》. BRILL. 51–57쪽. ISBN 90-04-11865-9.
12. ↑  Ramdas Lamb 2012, 28쪽.
13. 1 2  Schechner, Richard; Hess, Linda (1977). 《람나가르의 람릴라 [인도]》. 《드라마 리뷰》 21 (MIT 출판부). 51–82쪽. doi:10.2307/1145152. JSTOR 1145152.
14. ↑  James G. Lochtefeld 2002, 389쪽.
15. 1 2  Jennifer Lindsay (2006). 《Between Tongues: Translation And/of/in Performance in Asia》. 싱가포르 국립 대학교 출판부. 12–14쪽. ISBN 978-9971-69-339-8.
16. ↑  Dalal 2010, 337–338쪽.
17. ↑  Peter J. Claus; Sarah Diamond; Margaret Ann Mills (2003). 《남아시아 민속: 백과사전: 아프가니스탄, 방글라데시, 인도, 네팔, 파키스탄, 스리랑카》. 테일러 앤드 프랜시스. 508쪽. ISBN 978-0-415-93919-5.
18. ↑  King, Anna S. (2005). 《친밀한 타자: 인도 종교의 신성한 사랑》. 오리엔트 블랙스완. 32–33쪽. ISBN 978-81-250-2801-7. 2024년 1월 31일에 원본 문서에서 보존된 문서. 2020년 8월 9일에 확인함.
19. ↑  Matchett, Freda (2001). 《크리슈나, 주님 또는 아바타라?: 크리슈나와 비슈누의 관계》. 9780700712816. 3–4쪽. ISBN 978-0-7007-1281-6.
20. ↑  James G. Lochtefeld 2002, 72–73쪽.
21. ↑  Palem, Supreeth (2020년 11월 11일). “24-avatars-lord-vishnu”. 《www.templepurohit.com/》.
22. 1 2 3  Robin Rinehart 2011, 14, 28–30쪽.
23. ↑  “왜 각 힌두 이름 뒤에 'a'를 붙이는가”. 《Hinduism.Stackexchange》. 2016년 10월 16일. 2021년 4월 17일에 원본 문서에서 보존된 문서. 2021년 3월 8일에 확인함.
24. ↑  Wells, John C. (2008). 《Longman Pronunciation Dictionary》 3판. Longman. ISBN 978-1-4058-8118-0.
25. 1 2 3 4 5 6  “모니에-윌리엄스 산스크리트-영어 사전 --र”. 《sanskrit.inria.fr》. 2021년 5월 8일에 원본 문서에서 보존된 문서. 2021년 3월 6일에 확인함.
26. 1 2 3 4  아스코 파르폴라 (1998). 《오리엔탈리아 연구, 제84권》. 핀란드 동양 학회. 264쪽. ISBN 978-951-9380-38-4.
27. ↑  Thomas William Rhys Davids; William Stede (1921). 《팔리어-영어 사전》. 모틸랄 바나르시다스. 521쪽. ISBN 978-81-208-1144-7.
28. ↑  Wagenaar, Hank W.; Parikh, S. S. (1993). 《연합 상공회의소 음역 힌디어-힌디어-영어 사전》. 연합 출판사. 528쪽. ISBN 978-81-86062-10-4.
29. ↑  Rajarajan, R.K.K. (2001). 《시타파하라남: 산스크리트어와 타밀어의 변화하는 주제적 관용구. Dirk W. Lonne 편집. Tofha-e-Dil: Festschrift Helmut Nespital, Reinbeck, 2권, pp. 783–97》 (영어). Dr. Inge Wezler, Verlag für Orientalistische Fachpublikationen. 783–797쪽. ISBN 3-88587-033-9.
30. ↑  Ramdas Lamb 2012, 31쪽.
31. ↑  Adams; Douglas Q. Adams (2013). 《토하라어 B 사전: 개정 및 대폭 확장》. 로도피. 587쪽. ISBN 978-90-420-3671-0.
32. ↑  Maloory and en 1997, 160쪽.
33. ↑  Maloory and en 1997, 165쪽.
34. ↑  Vālmīki; Sheldon I. Pollock (2007). 《발미키의 라마야나: 고대 인도의 서사시. 아란야칸다》. 모틸랄 바나르시다스. 41 with footnote 83쪽. ISBN 978-81-208-3164-3.
35. 1 2  A. W. P. Guruge (1991). 《라마야나의 사회》. 아비나브 출판사. 51–54쪽. ISBN 978-81-7017-265-9.
36. ↑  발미키 라마야나, 발라 칸다
37. 1 2  Cort, John (2010). 《지나 틀에 넣기: 자이나교 역사에서 아이콘과 우상의 이야기》. 옥스퍼드 대학교 출판부. 313 note 9쪽. ISBN 978-0-19-973957-8.
38. ↑  윈터니츠, 모리츠 (1981). 《인도 문학의 역사, 제1권》. 모틸랄 바나르시다스 출판사. 491–492쪽. ISBN 81-208-0264-0. 2024년 1월 31일에 원본 문서에서 보존된 문서. 2020년 5월 19일에 확인함.
39. ↑  John Cort (2010). 《지나 틀에 넣기: 자이나교 역사에서 아이콘과 우상의 이야기》. 옥스퍼드 대학교 출판부. 160–162, 196, 314 note 14, 318 notes 57–58쪽. ISBN 978-0-19-973957-8., 인용 (p. 314): "(...) 코살라는 현재 우타르프라데시 동중앙부에 있는 아요디아를 중심으로 한 왕국이었다."
40. ↑  Peter van der Veer (1994). 《종교적 민족주의: 인도의 힌두교도와 무슬림》. 캘리포니아 대학교 출판부. 157–162쪽. ISBN 978-0-520-08256-4.
41. ↑  John Cort (2010). 《지나 틀에 넣기: 자이나교 역사에서 아이콘과 우상의 이야기》. 옥스퍼드 대학교 출판부. 194–200, 318 notes 57–58쪽. ISBN 978-0-19-973957-8.
42. ↑  Rosen, Steven (2006). 《필수 힌두교》. 웨스트포트 (코네티컷주): 프래거. 68–69쪽. ISBN 0-275-99006-0. OCLC 70775665. 2024년 1월 31일에 원본 문서에서 보존된 문서. 2023년 4월 9일에 확인함.
43. 1 2 3  James G. Lochtefeld 2002, 555쪽.
44. 1 2 3 4 5 6  Dalal 2010, 326–327쪽
45. 1 2  Bhalla, Prem P. (2009년 1월 1일). 《스리 람의 이야기》. 공작 책. ISBN 978-81-248-0191-8.
46. ↑  Valmiki. 《라마야나》. 126–145쪽.
47. ↑  Debroy, Bibek (2005). 《푸라나의 역사》 (영어). 바라티야 칼라 프라카샨. ISBN 978-81-8090-062-4.
48. 1 2  Goldman, Robert P. (1984). 《발미키의 라마야나: 고대 인도의 서사시》. I: 발라칸다. 프린스턴 대학교 출판부. 248–263쪽.
49. 1 2 3  Hindery 1978, 98–99쪽
50. ↑  Ramanujan, A. K. (2023년 3월 1일). 《틴 사우 라마얀》 [300 라마야나] (영어). 바니 프라카샨. 80쪽. ISBN 978-9350721728.
51. 1 2 3  Dalal 2010, 99, 326–327쪽
52. ↑  Pargiter, F. E. (2011). 《라마의 추방 지리》. 《로열 아시아 학회지》 2. 231–264쪽.
53. ↑  “황금 사슴”. 《더 힌두》 (영어). 2012년 8월 16일. ISSN 0971-751X. 2024년 4월 22일에 확인함.
54. ↑  B. A 반 누텐 윌리엄 (2000). 《라마야나》. 캘리포니아 대학교 출판부. ISBN 978-0-520-22703-3. 2024년 1월 31일에 원본 문서에서 보존된 문서. 2020년 8월 9일에 확인함.
55. 1 2  로버트 P. 골드만; 샐리 서덜랜드 골드만, 편집. (1996), 《발미키의 라마야나: 고대 인도의 서사시: 순다르칸드》, 프린스턴 대학교 출판부, 80–82쪽, ISBN 978-0-691-06662-2
56. ↑  Goldman 1996, 406쪽:
16. ... 라바나는 그저 시타가 그를 적으로 생각하는 것을 멈추고, 그가 그녀를 아내로 삼으려 한다는 잘못된 생각을 버리도록 요청하는 것으로 묘사된다. 그의 최고 왕비를 언급함으로써, 그는 실제로 시타가 자신과 그의 최고 왕비 만도다리의 선택된 여신이 되기를 원한다고 말하고 있다.
57. ↑  Goldman 1996, 90쪽.
58. ↑  Ramashraya Sharma (1986). 《발미키 라마야나의 사회정치적 연구》. 모틸랄 바나르시다스. 2–3쪽. ISBN 978-81-208-0078-6.
59. ↑  Gregory Claeys (2010). 《유토피아 문학의 케임브리지 동반자》. 케임브리지 대학교 출판부. 240–241쪽. ISBN 978-1-139-82842-0.
60. ↑  《자아실현 잡지》 (영어). 자아실현 협회. 1971. 50쪽. 2024년 1월 31일에 원본 문서에서 보존된 문서. 2021년 3월 6일에 확인함.
61. ↑  Hindery 1978, 100쪽.
62. 1 2  Hess, L. (2001). 《시타 거부: 이상적인 남성이 자신의 이상적인 아내를 잔인하게 대우한 것에 대한 인도적 반응》. 《미국 종교학회 저널》 67. 1–32쪽. doi:10.1093/jaarel/67.1.1. PMID 21994992.
63. ↑  Frye, Northrope (2015). 《노스럽 프라이의 미수집 산문》. 토론토, 캐나다: 토론토 대학교 출판부. 191쪽. ISBN 978-1-4426-4972-9.
64. ↑  Rooney, Dawn F. (2017). 《티리 라마: 미얀마에서 라마야나 찾기》. 테일러 앤드 프랜시스. 49–51쪽. ISBN 978-1-315-31395-5.
65. 1 2  Richman 1991, 7–9 (by Richman), pp. 22–46 (Ramanujan)쪽
66. ↑  A. N. Jani (2005).  코다가날루르 R.S. 이야나가르, 편집. 《아시아 라마야나 변종: 아시아 라마야나 변종에 관한 국제 세미나 발표 논문》. 사히티야 아카데미. 29–55쪽. ISBN 978-81-260-1809-3.
67. 1 2 3  Richman 1991, 10–12, 67–85쪽.
68. 1 2  Monika Horstmann (1991). 《라마야나와 라마야나스》. 오토 하라소비츠 페르라그. 9–21쪽. ISBN 978-3-447-03116-5.
69. ↑  Richman 1991, 11–12, 89–108쪽.
70. 1 2 3 4 5  Padmanabh S Jaini (1993).  웬디 도니거, 편집. 《영원한 푸라나: 힌두교 및 자이나교 텍스트의 상호성과 변형》. 뉴욕 주립 대학교 출판부. 216–219쪽. ISBN 978-0-7914-1381-4.
71. ↑  Umakant P. Shah (2005).  코다가날루르 R.S. 이야나가르, 편집. 《아시아 라마야나 변종: 아시아 라마야나 변종에 관한 국제 세미나 발표 논문》. 사히티야 아카데미. 57–76쪽. ISBN 978-81-260-1809-3.
72. 1 2  Dhirajlal Sankalia, Hasmukhlal (1982). 《역사적 관점에서 본 라마야나》. 인도 (지사): 맥밀런 출판사. 4–5, 51쪽. ISBN 9-780-333-90390-2. 2024년 1월 31일에 원본 문서에서 보존된 문서. 2021년 3월 8일에 확인함.
73. ↑  Pattanaik, Devdutt (2020년 8월 8일). “람은 아요디아에서 태어났는가”. 《뭄바이 미러》. 2020년 8월 14일에 원본 문서에서 보존된 문서. 2020년 8월 8일에 확인함.
74. ↑  하스무크랄 디라지랄 산칼리아 (1977). 《인도 역사와 고고학의 측면》. B. R. 출판사. 205쪽.
75. ↑  Parmeshwaranand, Swami (2001a). 《푸라나 백과사전》 (영어). 스와루프 & 선즈. ISBN 978-81-7625-226-3.
76. ↑  Simanjuntak, Truman (2006). 《고고학: 인도네시아적 관점 : R.P. 소에조노 헌정집》. 361쪽.
77. ↑  John Brockington; Mary Brockington (2016). 《또 다른 라마야나 여성들: 지역적 거부와 반응》. 라우틀리지. 3–6쪽. ISBN 978-1-317-39063-3.
78. ↑  Yadav, Ramprasad (2016). 《라마야나의 역사적 문화적 분석: 개요》. 《국제 역사 연구 저널》 8. 189–204쪽.
79. ↑  Menon, Ramesh (2004년 5월 26일). 《라마야나: 위대한 인도 서사시의 현대적 재해석》. 노스 포인트 프레스. 790쪽. ISBN 9780865476950.
80. ↑  Menon 2004, 139–144쪽.
81. ↑  Cartwright, Mark. “라마”. 《세계 역사 백과사전》 (영어). 2024년 7월 7일에 확인함.
82. 1 2  T. A. Gopinatha Rao (1993). 《힌두 도상학의 요소》. 모틸랄 바나르시다스. 189–195쪽. ISBN 978-81-208-0878-2. 2023년 11월 11일에 원본 문서에서 보존된 문서. 2017년 4월 10일에 확인함.
83. ↑  Mohan, Urmila (2018). 《현대 힌두교의 옷을 통한 헌신》. 《Brill Research Perspectives in Religion and Art》 2. 1–82쪽. doi:10.1163/24688878-12340006. S2CID 202530099.
84. ↑  Valmiki Ramayan, 키슈킨다 칸다쪽.
85. ↑  “순다르 칸드 PDF”. 《하누만 찰리사 힌디어 가사》. 2024년 3월 29일. 2024년 3월 3일에 확인함.
86. ↑  Valmiki Ramayan, 1235 (Śrīmad Vālmīki-Rāmāyaṇa: With Sanskrit Text and English Translation의 2권)쪽
87. 1 2  Roderick Hindery (1978). 《힌두교 및 불교 전통의 비교 윤리》. 모틸랄 바나르시다스. 106–107쪽. ISBN 978-81-208-0866-9.
88. ↑  “자연과 내부”, 《이론의 적절성》 (피츠버그 대학교 출판부), 35–60쪽, doi:10.2307/j.ctt1v2xtbf.6, 2024년 4월 28일에 확인함
89. ↑  Vālmīki; Pollock, Sheldon I. (2007). 《발미키의 라마야나: 고대 인도의 서사시. 아란야칸다》. 모틸랄 바나르시다스. 41–43쪽. ISBN 978-81-208-3164-3.
90. 1 2  Roderick Hindery (1978). 《힌두교 및 불교 전통의 비교 윤리》. 모틸랄 바나르시다스. 103–106쪽. ISBN 978-81-208-0866-9.
91. ↑  Gavin Flood (2008년 4월 17일). 《블랙웰 힌두교 동반자》. 와일리 인도 Pvt. Limited. ISBN 978-81-265-1629-2. 2024년 1월 31일에 원본 문서에서 보존된 문서. 2020년 10월 28일에 확인함.
92. 1 2  Roderick Hindery (1978). 《힌두교 및 불교 전통의 비교 윤리》. 모틸랄 바나르시다스. 100–101쪽. ISBN 978-81-208-0866-9.
93. ↑  Valmiki Ramayan.
94. ↑  Timm, Jeffrey R. (1992년 1월 1일). 《맥락 속의 텍스트: 남아시아의 전통 해석학》 (영어). SUNY Press. 118쪽. ISBN 978-0-7914-0796-7.
95. ↑  Griffith.
96. ↑  Constance Jones; James D. Ryan (2006). 《힌두교 백과사전》. 정보 기반 출판사. 355쪽. ISBN 978-0-8160-7564-5. 2022년 10월 20일에 원본 문서에서 보존된 문서. 2017년 4월 10일에 확인함.
97. ↑  Gilbert Pollet (1995년 1월 1일). 《인도 서사시 가치: 라마야나와 그 영향: 제8차 국제 라마야나 회의 회보, 루벤, 1991년 7월 6-8일》. 피터스 출판사. 59쪽. ISBN 978-90-6831-701-5. 2023년 4월 9일에 원본 문서에서 보존된 문서. 2023년 4월 5일에 확인함.
98. ↑  Dalal 2010, 4쪽.
99. ↑  "구전 전통과 많은 '라마야나'" 보관됨 2021-02-25 - 웨이백 머신, 모이니한 @맥스웰, 시러큐스 대학교 남미센터 맥스웰 스쿨
100. ↑  Pillai, M S Purnalingam (1904). 《타밀 문학 입문서》. 마드라스, 영국령 인도: 아난다 프레스. 2019년 7월 22일에 확인함.
101. ↑  Zvelebil, Kamil (1973). 《남인도 타밀 문학의 무루간의 미소》. 라이덴, 네덜란드: E J Brill. 2019년 7월 22일에 확인함.
102. ↑  Dakshinamurthy, A (2015년 7월). “아카나누루: 네이탈 – 시 70”. 《아카나누루》. 2019년 7월 22일에 확인함.
103. ↑  Hart, George L; Heifetz, Hank (1999). 《전쟁과 지혜의 4백 곡: 고전 타밀 시 모음집: 푸라나누루》. 컬럼비아 대학교 출판부. 219-220쪽. ISBN 9780231115629.
104. ↑  Kalakam, Turaicămip Pillai, 편집. (1950). 《푸라나누루》. 마드라스.
105. ↑  “실라파티카람”. 2024년 2월 20일.
106. 1 2 3  John Nicol Farquhar (1920). 《인도 종교 문학 개요》. 옥스퍼드 대학교 출판부. 324–325쪽.
107. ↑  Rocher 1986, 158–159 with footnotes쪽.
108. 1 2 3 4 5 6  RC Prasad (1989). 《툴시다사의 스리라마차리트마나사》. 모틸랄 바나르시다스. xiv–xv, 875–876쪽. ISBN 978-81-208-0443-2.
109. ↑  R. Barz (1991).  Monika Horstmann, 편집. 《라마야나와 라마야나스》. 오토 하라소비츠 페르라그. 32–35쪽. ISBN 978-3-447-03116-5.
110. ↑  Paniker, K. Ayyappa (2006), 《말라얄람어 문학의 짧은 역사》, 케랄라 주 정보 및 홍보부, 31쪽
111. ↑  Ralhan 1997, pp. 194–197.
112. ↑  Pradas 2008, p. 878, J. L. Brockington 인용: ... 그의 개인적인 비나야파트리카에서 툴라시는 라마의 환상을 보았음을 암시한다.
113. ↑  Lutgendorf 1991, pp. 49–50.
114. 1 2 3  라마차리타마나스 보관됨 2017-04-11 - 웨이백 머신, 브리태니커 백과사전 (2012)
115. ↑  Lutgendorf 1991.
116. ↑  Miller 2008, 217쪽
117. ↑  Varma 2010, 1565쪽
118. ↑  Poddar 2001, 26–29쪽
119. ↑  Das 2010, 63쪽
120. ↑  Schomer & McLeod 1987, 75쪽.
121. ↑  Schomer & McLeod 1987, 31–32 with footnotes 13 and 16 (by C. Vaudeville).쪽.
122. ↑  Schomer & McLeod 1987, 31, 74–75 with footnotes, Quote: "그러나 라마차리타마나스의 도하에서 눈에 띄는 점은 그것들이 종종 산트와 같은 울림을 가지고 있으며, 사구나 서사의 한가운데에서 니르구나 현실에 대한 진술로 터져 나온다는 것이다."쪽.
123. 1 2  A Kapoor (1995).  Gilbert Pollet, 편집. 《인도 서사시 가치: 라마야나와 그 영향》. 피터스 출판사. 181–186쪽. ISBN 978-90-6831-701-5.
124. 1 2 3  “람릴라 – 라마야나의 전통 공연”. 《유네스코》. 2017년 1월 31일에 원본 문서에서 보존된 문서. 2021년 3월 8일에 확인함.
125. ↑  Chapple 1984, x–xi with footnote 4쪽
126. ↑  Chapple 1984, ix–xi쪽
127. ↑  Leslie 2003, 105쪽
128. ↑  Chapple 1984, x쪽
129. 1 2 3  Chapple 1984, xi–xii쪽
130. ↑  Surendranath Dasgupta, A History of Indian Philosophy, Volume 2, Cambridge University Press, ISBN 978-0-521-04779-1, pages 252–253
131. ↑  Valmiki (1984). 《간결한 요가 바시슈타》. 번역 Venkatesananda, S. 올버니: 뉴욕 주립 대학교 출판부. ISBN 0-87395-955-8.
132. ↑  Tigunait, Rajmani (2002). 《히말라야의 스승들: 살아있는 전통》 (영어). 이타나가르: 히말라야 연구소 출판부. 33쪽. ISBN 978-0-89389-227-2. 2024년 1월 31일에 원본 문서에서 보존된 문서. 2021년 3월 9일에 확인함.
133. 1 2  White, David Gordon (2014). 《"파탄잘리의 요가 수트라": 전기》. 프린스턴 대학교 출판부. xvi–xvii, 51쪽. ISBN 978-0-691-14377-4.
134. ↑  Deussen, Paul (1997). 《베다의 육십 우파니샤드》. 모틸랄 바나르시다스. ISBN 978-81-208-1467-7.
135. 1 2  Lamb 2002, 193쪽.
136. 1 2  Dodiya 2001, 118쪽.
137. ↑  Lamb 2002, 191쪽.
138. ↑  Daniélou 1991, 174쪽.
139. ↑  Aiyar 1914, 126쪽.
140. ↑  Kapila Vatsyayan (2004).  만다크란타 보스, 편집. 《라마야나 재방문》. 옥스퍼드 대학교 출판부. 335–339쪽. ISBN 978-0-19-516832-7.
141. ↑  Edmour J. Babineau (1979). 《신에 대한 사랑과 람차리트마나스에서의 사회적 의무》. 모틸랄 바나르시다스. 85–86쪽. ISBN 978-0-89684-050-8.
142. ↑  Bhaṭṭi (600) [2009]. 《바티카비야》. 번역 Olliver, Fallon. 뉴욕, 미국: 클레이 산스크리트 도서관. 22.35쪽. ISBN 978-0-8147-2778-2.
143. 1 2  Dalal 2010, 323쪽.
144. 1 2  H. T. Francis; E. J. Thomas (1916). 《자타카 이야기》. 케임브리지 대학교 출판부 (재판: 2014). 325–330쪽. ISBN 978-1-107-41851-6.
145. 1 2 3 4  Cowell, E. B.; Rouse, WHD (1901). 《자타카: 또는 붓다의 전생 이야기》. 케임브리지 대학교 출판부. 78–82쪽.
146. ↑  자이스왈, 수비라 (1993). 《라마 전설의 역사적 진화》. 《사회 과학자》 21. 89–96쪽. doi:10.2307/3517633. JSTOR 3517633.
147. ↑  Wilson, H. H. (1840). 《비슈누 푸라나: 힌두 신화와 전통 체계》. 오리엔탈 번역 기금.
148. ↑  Rocher 1986.
149. ↑  Kinsley, David (1988년 7월 19일). 《힌두 여신들: 힌두 종교 전통의 신성한 여성성 비전》 (영어). 캘리포니아 대학교 출판부. ISBN 978-0-520-90883-3.
150. ↑  Dalal, Roshen (2017년 7월 14일), “힌두교와 그 기본 텍스트”, 《성경 읽기》 (뉴욕: 라우틀리지), 157–170쪽, doi:10.4324/9781315545936-11, ISBN 978-1-315-54593-6
151. ↑  Buitenen, J. A. B. van (1973). 《마하바라타, 제2권: 제2권: 회의의 책; 제3권: 숲의 책》. 시카고 대학교 출판부. 207–214쪽. ISBN 978-0-226-84664-4.
152. ↑  Rocher 1986, 84 with footnote 26쪽.
153. ↑  Valmiki (2023년 10월 6일). 《발미키 사미타 (वाल्मीकि संहिता)》.
154. ↑  Bhagavānadāsa, Vaishṇava (1992). 《라마난드 다르샨 사미크샤》 (산스크리트어, 힌디어) 1판. 프라지냐 프라카사나 만차. 12쪽.
155. ↑  “고스와미 툴라시다스”. 《lordrama.co.in》 (영어). 2023년 5월 20일에 확인함.
156. ↑  “스투티 비나이 파트리카”. 2006년 11월 28일에 원본 문서에서 보존된 문서. 2007년 10월 25일에 확인함.
157. ↑  Varnekar, Dr. Sridhar Bhaskar (1988). 《산스크리트 바다마이 코쉬》 (힌디어) 1판. 콜카타: 바르티예 바샤 파리샤드. 430쪽.
158. ↑  Pandey, Dr. Rajbali (1970). 《힌두 다르마 코샤》 5판. 러크나우: 우타르프라데시 힌디어 산스탄. 612쪽. ISBN 9788193783948.
159. ↑  Hopkins, S. (2004). 《연인, 메신저 그리고 사랑하는 풍경: 산데사 카비야를 비교 관점에서》. 《국제 힌두교 연구 저널》 8. 29–55쪽. doi:10.1007/s11407-004-0002-2. S2CID 144529764.
160. ↑  Raj, Selva J.; Harman, William P. (2006년 1월 1일). 《신들과의 거래: 남아시아의 의례적 서약》 (영어). SUNY Press. ISBN 978-0-7914-6708-4.
161. ↑  James G. Lochtefeld 2002, 98–108쪽.
162. ↑  Larson, Gerald James (1995년 2월 16일). 《종교에 대한 인도의 고통: 교사 교육에서 다양성 직면》 (영어). SUNY Press. ISBN 978-0-7914-2412-4. 2024년 1월 31일에 원본 문서에서 보존된 문서. 2021년 3월 6일에 확인함.
163. 1 2  James G. Lochtefeld 2002, 1쪽.
164. ↑  Lorenzen, David N. (1999). 《힌두교를 누가 발명했는가?》. 《사회 및 역사 비교 연구》 41. 630–659쪽. doi:10.1017/S0010417599003084 (년 이후로 접속 불가 2024년 11월 1일). ISBN 9788190227261. ISSN 0010-4175. JSTOR 179424. S2CID 247327484. 2023년 12월 23일에 원본 문서에서 보존된 문서. 2021년 3월 6일에 확인함 – Book 경유.
165. ↑  Tattwananda, Swami (1984). 《바이슈나바 종파, 사이바 종파, 어머니 숭배》 1 개정판. 콜카타: 피르마 KLM 프라이빗 Ltd. 68쪽.
166. ↑  "Mahārāj Śri Haridās Jī Kī Vaṇī." In Mahārāj Śri Haridās Jī Kī Vaṇī, edited by Swami Mangaldas. Jaipur: Nikhil Bharatiya Niranjani Mahasabha, 1931.
167. ↑  아드야트마, 산스크리트-영어 디지털 사전, 쾰른 대학교, 독일 (2011)
168. ↑  Ramachander, P.R. “아디아트마 라마야남”. 《힌두페디아》. 2022년 3월 17일에 확인함.
169. ↑  Sadguru Sant Keshavadas (1988), 《라마야나 한눈에 보기》, 모틸랄 바나르시다스 출판사, 15쪽, ISBN 9788120805453
170. ↑  Poonam, Snigdha (2020년 2월 13일). “인도에서 가장 양극화된 3가지 단어”. 《포린 폴리시》. 2020년 8월 4일에 원본 문서에서 보존된 문서. 2020년 8월 1일에 확인함.
171. ↑  “6.1 많은 라마야나: 텍스트와 전통 - 라마야나”. 《코세라》 (영어). 2020년 8월 15일에 확인함.
172. ↑  Nagar, Shantilal (2006). 《아난다 라마야나》. 델리, 인도: 파리말 출판사. 946쪽. ISBN 81-7110-282-4.
173. ↑  “비나이 파트리카 웹사이트, 카시 힌두 비슈와비드하얄라야”. 2006년 11월 28일에 원본 문서에서 보존된 문서. 2007년 10월 25일에 확인함.
174. ↑  “툴시다스의 자나키 망갈”. 2006년 11월 28일에 원본 문서에서 보존된 문서. 2008년 9월 29일에 확인함.
175. ↑  “인도 청취자: 제14권. 20호”. 올 인디아 라디오. 1949년 8월 21일. 2020년 6월 19일에 확인함 – Google Books 경유.
176. ↑  “마하 만트라에 대한 참조 (pdf)” (PDF). 2008년 5월 30일에 원본 문서 (PDF)에서 보존된 문서. 2007년 3월 27일에 확인함.
177. ↑  차이타냐 차리탐리타 아디-5.132 보관됨 2007-09-27 - 웨이백 머신 "누군가 '하레 라마'의 '라마'가 라마찬드라 주님이라고 말하고 다른 사람이 '하레 라마'의 '라마'가 스리 발라라마라고 말한다면, 둘 다 옳다."
178. ↑  James G. Lochtefeld 2002, 562쪽.
179. ↑  “도시 뉴스, 인도 도시 헤드라인, 최신 도시 뉴스, 메트로 도시 뉴스”. 《더 인디언 익스프레스》 (영어). 2009년 4월 7일에 원본 문서에서 보존된 문서. 2021년 3월 7일에 확인함.
180. ↑  “라마나바미, 수십 년 된 헌신적인 대접”. 2012년 11월 4일에 원본 문서에서 보존된 문서. 2017년 4월 9일에 확인함.
181. 1 2 3  “BBC – 종교 – 힌두교: 라마 나바미”. 《BBC 뉴스》 (영국 영어). 2010년 7월 25일에 원본 문서에서 보존된 문서. 2021년 3월 7일에 확인함.
182. ↑  “인도에서 라마 나바미를 기념하는 대통령과 총리”. 《IANS》. news.biharprabha.com. 2014년 4월 8일. 2014년 4월 9일에 원본 문서에서 보존된 문서. 2014년 4월 8일에 확인함.
183. ↑  “인도 국가 포털”. 《인도 정부》. 2012년 3월 14일에 원본 문서에서 보존된 문서. 2021년 3월 7일에 확인함.
184. 1 2  John, Josephine (2014년 4월 8일). “전 세계 힌두교도들이 오늘 라마 나바미를 기념합니다”. 《DNA 인도》 (영어). 2021년 2월 25일에 원본 문서에서 보존된 문서. 2021년 3월 7일에 확인함.
185. ↑  “시타마르히 | 인도”. 《브리태니커 백과사전》 (영어). 2015년 4월 27일에 원본 문서에서 보존된 문서. 2021년 3월 8일에 확인함. 라마 주님의 탄생을 축하하는 대규모 라마나바미 축제가 봄에 열리며 도자기, 향신료, 황동 제품, 면직물 거래가 활발하다. 시타마르히에서 열리는 소 시장은 비하르 주에서 가장 크다. 이 도시는 라마의 아내인 시타 여신(자나키라고도 불림)의 탄생지로서 신성하게 여겨진다.
186. ↑  “최신 뉴스, 인도 뉴스, 속보, 오늘의 뉴스 헤드라인 온라인”. 《더 인디언 익스프레스》 (영어). 2009년 4월 7일에 원본 문서에서 보존된 문서. 2021년 3월 8일에 확인함.
187. ↑  “도시 뉴스, 인도 도시 헤드라인, 최신 도시 뉴스, 메트로 도시 뉴스”. 《더 인디언 익스프레스》 (영어). 2009년 4월 7일에 원본 문서에서 보존된 문서. 2021년 3월 8일에 확인함.
188. ↑  Satpathy, Kriti Saraswat (2016년 4월 14일). “카르나타카의 라마 나바미 축제 의식을 알고 계셨나요?”. 《인도 뉴스, 속보 | India.com》 (영어). 2022년 1월 12일에 원본 문서에서 보존된 문서. 2021년 3월 6일에 확인함.
189. ↑  James G. Lochtefeld 2002, 389쪽.
190. ↑  Encyclopedia Britannica 2015.
191. ↑  Kasbekar, Asha (2006). 《대중 문화 인도!: 미디어, 예술, 라이프스타일》 (영어). ABC-CLIO. ISBN 978-1-85109-636-7. 2024년 1월 31일에 원본 문서에서 보존된 문서. 2021년 3월 8일에 확인함.
192. ↑  James G. Lochtefeld 2002, 561–562쪽.
193. ↑  Bose, Mandakranta (2004). 《라마야나 재방문》. 옥스퍼드 대학교 출판부. 342–350쪽. ISBN 978-0-19-516832-7.
194. ↑  Gupta 1991, fontcover쪽.
195. ↑  Richman 1991, 107쪽.
196. ↑  N, Ramesan (1981). 《티루말라 사원》. 티루파티: TTD.
197. ↑  “바산토차밤 시작”. 《더 힌두》. 2006년 4월 12일. 2006년 4월 19일에 원본 문서에서 보존된 문서. 2008년 4월 18일에 확인함.
198. ↑  Hans Bakker (1990). 《전통 문학에 반영된 인도의 성스러운 장소의 역사: 남아시아 순례에 관한 논문》. BRILL. 70–73쪽. ISBN 90-04-09318-4.
199. ↑  《티르타야트라 기록 – 바드라찰람》. ETV 안드라프라데시. 2013년 4월 19일. 2021년 12월 21일에 원본 문서에서 보존된 문서. 2017년 4월 8일에 확인함.
200. ↑  Gupta 1991, 36쪽.
201. ↑  Bhat, Rama (2006i). 《신성한 안자네야: 하누만의 이야기》 (영어). 아이유니버스. 79쪽. ISBN 978-0-595-41262-4. 2024년 1월 31일에 원본 문서에서 보존된 문서. 2021년 3월 7일에 확인함.
202. ↑  J. L. Brockington (1998). 《산스크리트 서사시》. BRILL. 471–472쪽. ISBN 90-04-10260-4.
203. ↑  Meister, Michael W. (1988). 《궁전으로서의 프라사다: 나가라 사원의 쿠티나 기원》. 《아르티부스 아시아》 49. 254–280 (그림 21)쪽. doi:10.2307/3250039. JSTOR 3250039.
204. ↑  James C. Harle (1994). 《인도 아대륙의 예술과 건축》. 예일 대학교 출판부. 148–149, 207–208쪽. ISBN 978-0-300-06217-5.
205. ↑  “인도의 새 람 사원이 중요한 이유”. 《뉴욕 타임스》 (미국 영어). 2024년 1월 22일. 2024년 2월 6일에 원본 문서에서 보존된 문서. 2024년 2월 29일에 확인함.
206. ↑  “아디가디고 바드라기리” [바드라기리에 오신 것을 환영합니다]. 《나마스테 텔랑가나》 (텔루구어). 2015년 7월 11일. 2017년 4월 8일에 원본 문서에서 보존된 문서. 2017년 4월 8일에 확인함.
207. ↑  디와카르, 마차를라 (2011). 《남인도 사원》 1판. 첸나이: 테크노 북 하우스. 138쪽. ISBN 978-93-83440-34-4.
208. ↑  “스리 콜라빌리 라마르 사원”. 디나말라르. 2014. 2015년 11월 24일에 확인함.
209. ↑  “람차우라 만디르 - 하이푸르 | 람차우라 만디르 사진, 관광 - 네이티브 플래닛”. 2014년 11월 25일에 원본 문서에서 보존된 문서. 2025년 6월 1일에 확인함.
210. ↑  Karkar, S.C. (2009). 《인도의 톱 텐 사원 도시》. 콜카타: 마크 에이지 출판사. 39쪽. ISBN 978-81-87952-12-1.
211. ↑  “빌와드리나타 사원”. 팜파디 데삼. 2013년 10월 4일에 원본 문서에서 보존된 문서. 2013년 10월 2일에 확인함.
212. ↑  Archer, Edward G. (2006). 《지브롤터, 정체성, 제국》. 런던: 라우틀리지. 45쪽. ISBN 9780415347969.
213. ↑  John E Cort (1993).  웬디 도니거, 편집. 《영원한 푸라나: 힌두교 및 자이나교 텍스트의 상호성과 변형》. 뉴욕 주립 대학교 출판부. 190쪽. ISBN 978-0-7914-1381-4.
214. ↑  Jacobi, Herman (2005). 《비말라수리의 파우마차리암》 2판. 아메다바드: 프라크리트 텍스트 학회.
215. ↑  Iyengar, Kodaganallur Ramaswami Srinivasa (2005). 《라마야나의 아시아 변종》. 사히티야 아카데미. ISBN 978-81-260-1809-3.
216. ↑  Zimmer 1953, 226쪽.
217. ↑  Natubhai Shah 2004, 21–23쪽.
218. ↑  Bassuk, Daniel E (1987). 《힌두교와 기독교의 화신: 신인 신화》. 팔그레이브 맥밀런. 40쪽. ISBN 978-1-349-08642-9. 2024년 1월 31일에 원본 문서에서 보존된 문서. 2017년 4월 9일에 확인함.
219. ↑  Edward Geoffrey Parrinder (1997). 《아바타와 화신: 세계 종교에서 인간 형태로 나타난 신성》. 옥스퍼드: 오네월드. 19–24, 35–38, 75–78, 130–133쪽. ISBN 978-1-85168-130-3.
220. ↑  Claus, Peter J.; Diamond, Sarah; Mills, Margarat (2003). 《남아시아 민속: 백과사전》. 테일러 앤드 프랜시스. 306–307쪽. ISBN 978-0-415-93919-5.
221. ↑  Naomi Appleton (2010). 《테라바다 불교의 자타카 이야기: 보살도 서술》. 애시게이트 출판. 51–54쪽. ISBN 978-1-4094-1092-8.
222. ↑  Mandakranta Bose (2004). 《라마야나 재방문》. 옥스퍼드 대학교 출판부. 337–338쪽. ISBN 978-0-19-803763-7.
223. ↑  Doris R. Jakobsh (2010). 《시크교와 여성: 역사, 텍스트, 경험》. 옥스퍼드 대학교 출판부. 47–48쪽. ISBN 978-0-19-806002-4. 2024년 1월 31일에 원본 문서에서 보존된 문서. 2018년 7월 3일에 확인함.
224. ↑  Judge, Paramjit S.; Kaur, Manjit (2010). 《시크교 정체성 정치: 종교적 배제를 이해하기》. 《사회학적 회보》 59. 219쪽. doi:10.1177/0038022920100303. ISSN 0038-0229. JSTOR 23620888. S2CID 152062554. 2021년 5월 29일에 원본 문서에서 보존된 문서. 2021년 3월 6일에 확인함 – Book 경유.
225. ↑  Richman 1991, 17 note 11쪽.
226. 1 2  Goldman, Robert (2013). 《발미키 라마야나》 (PDF). 캘리포니아 대학교, 버클리 (캘리포니아주): 남아시아 연구 센터. 2020년 10월 28일에 원본 문서 (PDF)에서 보존된 문서. 2017년 4월 10일에 확인함.
227. ↑  Sundaram, P S (2002). 《캄바 라마야나》. 펭귄 북스. 1–2쪽. ISBN 978-93-5118-100-2.
228. ↑  James G. Lochtefeld 2002.
229. ↑  《마두바니 회화》. 아비나브 출판사. 2017년 9월 30일. ISBN 9788170171560. 2017년 2월 21일에 원본 문서에서 보존된 문서  – Google Books 경유.
230. ↑  “라지푸트 회화”. 《브리태니커 백과사전》 (영어). 2021년 11월 22일에 원본 문서에서 보존된 문서. 2023년 3월 20일에 확인함.
231. ↑  “사히브딘 | 인도 화가 | 브리태니커”. 《www.britannica.com》 (영어). 2022년 11월 22일에 확인함.
232. ↑  Edward O. Henry (1998). 《마이틸 여성의 노래: 독특하고 멸종 위기에 처한 종》. 《민족 음악학》 42. 415–440쪽. doi:10.2307/852849. JSTOR 852849.
233. ↑  “인도와 네팔의 마이틸리 음악: SAARC 사무국”. 《SAARC 음악 부서》. 남아시아 지역 협력 연합. 2016년 5월 12일에 원본 문서에서 보존된 문서. 2016년 8월 26일에 확인함.
234. ↑  Willem Frederik Stutterheim (1989). 《인도네시아의 라마 전설과 라마 부조》. 아비나브 출판사. 109–160쪽. ISBN 978-81-7017-251-2.
235. 1 2 3  James R. Brandon (2009). 《동남아시아의 극장》. 하버드 대학교 출판부. 22–27쪽. ISBN 978-0-674-02874-6. 2024년 1월 31일에 원본 문서에서 보존된 문서. 2017년 4월 10일에 확인함.
236. 1 2  Brandon, James R. (2009). 《동남아시아의 극장》. 하버드 대학교 출판부. 15–21쪽. ISBN 978-0-674-02874-6. 2024년 1월 31일에 원본 문서에서 보존된 문서. 2017년 4월 10일에 확인함.
237. ↑  Jan Fontein (1973), 시타의 납치: 동부 자바의 석조 부조에 대한 노트 보관됨 2020-05-06 - 웨이백 머신, 보스턴 박물관 회보, 제71권, 제363호 (1973), pp. 21–35
238. ↑  Kats, J. (1927). 《인도네시아의 라마야나》. 《동양 및 아프리카 연구 학교 회보》 4 (케임브리지 대학교 출판부). 579쪽. doi:10.1017/s0041977x00102976. S2CID 162850921.
239. ↑  Francis D. K. Ching; Mark M. Jarzombek; Vikramaditya Prakash (2010). 《세계 건축 역사》. 존 와일리 & 선즈. 456쪽. ISBN 978-0-470-40257-3., 인용: "수도 [아유타야]의 이름은 힌두교 신 라마의 탄생지라고 알려진 인도 북부의 힌두교 성지 아요디아에서 유래했다."
240. ↑  Michael C. Howard (2012). 《고대 및 중세 사회의 초국가주의: 국경 간 무역과 여행의 역할》. 맥팔랜드. 200–201쪽. ISBN 978-0-7864-9033-2.
241. ↑  Constance Jones; James D. Ryan (2006). 《힌두교 백과사전》. 정보 기반 출판사. 443쪽. ISBN 978-0-8160-7564-5.
242. ↑  Breman 1999, 270쪽.
243. ↑  Onial, Devyani (2020년 8월 6일). “단호한 '자이 슈리 람'에서 온화한 '자이 시야 람'으로 이동하는 이유”. 《더 인디언 익스프레스》. 2020년 8월 7일에 원본 문서에서 보존된 문서. 2020년 8월 6일에 확인함.
244. ↑  Wilson, H. H. (1958) [1861], 《힌두교의 종교 종파》 2판, 콜카타: 수실 굽타 (인도) 프라이빗 Ltd.  – archive.org 경유
245. ↑  MOLESWORTH, James T. (1857). 《영어와 마라티어 사전 ... J. T. Molesworth 시작 ... T. Candy 완성》 (영어).
246. ↑  “사두들이 성스러운 목욕을 위해 행진할 때 '자이 슈리 람' 찬송가가 공기를 가득 채우다”. 《더 인디언 익스프레스》 (영어). 2015년 8월 30일. 2020년 8월 13일에 확인함.
247. ↑  Balajiwale, Vaishali (2015년 9월 14일). “250만 명 이상의 신자들이 나시크 쿰브 멜라에서 두 번째 샤히 스난을 치르다”. 《DNA 인도》 (영어). 2020년 8월 14일에 확인함.
248. ↑  Breman 1999.
249. ↑  Dodiya 2001, 139쪽.
250. ↑  Ramdas Lamb 2012, 31–32쪽.
251. ↑  Rajadhyaksha, Ashish; Willemen, Paul (1994). 《인도 영화 백과사전》. 영국 영화 협회. ISBN 9780851704555. 2024년 1월 31일에 원본 문서에서 보존된 문서. 2021년 3월 6일에 확인함.
252. ↑  Vijayakumar, B. (2014년 8월 3일). “영화와 라마야나”. 《더 힌두》. 2014년 12월 2일에 원본 문서에서 보존된 문서. 2022년 9월 14일에 확인함.
253. ↑  바그완 다스 가르그 (1996). 《너무나 많은 영화: 인도의 영화》. 에미넌스 디자인스. 86쪽. ISBN 81-900602-1-X.
254. ↑  “라마야남 리뷰”. 1998년 2월 13일에 원본 문서에서 보존된 문서.
255. ↑  “라브 쿠쉬 (1997)”. 《발리우드 훙가마》. 2012년 9월 4일에 원본 문서에서 보존된 문서. 2020년 2월 21일에 확인함.
256. ↑  Nagpaul D'souza, Dipti (2010년 9월 17일). “에픽 노력”. 《인디언 익스프레스》. 더 인디언 익스프레스 Limited. 2010년 9월 18일에 확인함.
257. ↑  “텔루구어 리뷰: '스리 라마 라지얌'은 꼭 봐야 할 영화”. 《CNN-IBN》. 2011년 11월 22일에 원본 문서에서 보존된 문서. 2011년 11월 20일에 확인함.
258. ↑  “프라바스, '아디푸루쉬'에서 라마 경 연기하는 것 '두려웠다'고 말해”. 《타임스 오브 인디아》 (영어). 2023년 1월 23일에 원본 문서에서 보존된 문서. 2023년 1월 16일에 확인함.
259. ↑  Dalrymple, William (2008년 8월 23일). “모든 인도인의 삶이 여기에 있다”. 《더 데일리 텔레그래프》. 2013년 9월 2일에 원본 문서에서 보존된 문서. 2018년 2월 15일에 확인함.
260. ↑  “시타 싱즈 더 블루스 리뷰”. 메타크리틱. 2020년 6월 21일에 원본 문서에서 보존된 문서. 2019년 7월 1일에 확인함.
261. ↑  Bhattacharyya, Anushree (2013년 8월 27일). “대서사시 전투”. 《더 파이낸셜 익스프레스》. 2021년 1월 9일에 원본 문서에서 보존된 문서. 2020년 5월 30일에 확인함.
262. ↑  “무엇이 아쉬쉬 샤르마가 더 잘 감정을 표현하도록 돕는가?”. 《인디언 익스프레스》. 2016년 2월 7일. 2020년 10월 25일에 확인함.
263. ↑  “람 시야 케 라브 쿠쉬”. 《핑크빌라》 (영어). 2020년 12월 3일에 원본 문서에서 보존된 문서. 2019년 8월 5일에 확인함.
264. ↑  “라미유그 첫인상: 쿠날 콜리의 라마 경 이야기 재해석은 실패작”. 《더 인디언 익스프레스》 (영어). 2021년 5월 6일. 2023년 7월 31일에 확인함.
265. ↑  “수자이 레우, 소니 엔터테인먼트의 새 쇼 스리마드 라마야나에서 마랴다 푸루쇼탐 프라브 라마 역”. 《발리우드 훙가마》. 2023년 12월 4일. 2023년 12월 12일에 확인함.
266. ↑  “다르판 연극 축제: 서사시적인 사랑과 희생의 이야기들이 박수갈채를 받다”. 《힌두스탄 타임즈》. 2023년 9월 19일에 확인함.
267. ↑  Bhelari, Amit (2024년 1월 21일). “니티쉬, 라마 경과 시타 여신의 이름을 딴 500병상 병원 헌정”. 《더 힌두》. 2024년 1월 28일에 확인함.

## 참고 문헌
- 《헤마찬드라의 자이나 라마야나 (영어 번역), 트리샤슈티 샬라카 푸루샤 카리트라의 7권》, 1931, 2018년 1월 27일에 원본 문서에서 보존된 문서, 2018년 1월 31일에 확인함
- Willem Frederik Stutterheim (1989). 《인도네시아의 라마 전설과 라마 부조》. 아비나브 출판사. ISBN 978-81-7017-251-2.
- 비야스, R.T., 편집. (1992). 《발미키 라마야나》. 바도다라: 오리엔탈 연구소. 비판적 판본으로 구성된 텍스트
- 그로우즈, F.S. (2017). 《툴시다스의 라마야나》. 트리에스테 출판사. ISBN 9-780-649-46180-6.
- 캄바르. 《캄바 라마야남》.

| 라마 (힌두교) 이크슈바쿠 왕조 |                        |               |
| 이전 다샤라타                 | 코살라의 왕            | 이후 라바     |
| 비슈누의 7번째 아바타라       |                        |               |
| 이전 파라슈라마               | 다샤바타라 트레타 유가 | 이후 크리슈나 |